# Sessa (famiglia)
La famiglia Sessa fu un casato milanese di antichissima nobiltà proveniente da Sessa, località svizzera un tempo in diocesi di Como da cui prese nome e sul cui castello esercitò la sua signoria nel Basso Medioevo. I (de) Sessa, feudatari degli Hohenstaufen in Malcantone e vassalli degli Arcivescovi di Milano in Valtravaglia,  nel XIII secolo estesero la loro influenza attorno ai laghi Verbano, Ceresio, Lario e di Varese, dando vita ad una numerosa discendenza, raggruppabile in tre ceppi principali: i Sessa di Valtravaglia, i Sessa di Daverio e i Sessa di Como, a loro volta ramificati in diverse linee secondarie che nel corso dei secoli produssero uomini illustri in numerosi ambiti. Nonostante la vasta ramificazione, l'antica nobiltà fu riconosciuta sotto il Regno d'Italia solo ad un ramo dei Sessa di Daverio, iscritto col titolo di Nobile nel Libro d'oro della nobiltà italiana; un altro ramo, discendente sia dai Sessa di Como che dai Sessa di Daverio, figura censito nell'Annuario della nobiltà italiana col titolo di Nobile. Entrambi i rami risultano ad oggi estinti: il primo nei nobili Bianchi di Velate, il secondo nella famiglia Gatti Grami.

## Storia del casato

### Origini
I (de) Sessa nascono come diramazione dei (de) Carcano, famiglia di legge longobarda e capitanei della Pieve di Incino. Fra i personaggi più antichi di questo casato spicca il conte Bonizone o Amizone da Carcano, ricco e potente cittadino milanese che nell'anno 980 fu governatore di Milano con pieni poteri per conto degli Ottoni.
Durante quegli anni Bonizone e suo figlio Landolfo, che il padre fece nominare Arcivescovo, accentrarono nelle loro mani il potere, mettendo a capo di feudi figli, nipoti e alleati, prima di essere rovesciati da una rivolta popolare.
In merito alla discendenza di Bonizone da Carcano il cronachista Goffredo da Bussero, vissuto a Milano tra il XIII e il XIV secolo sotto la signoria viscontea, scrisse: 
Secondo la cronaca, Bonizone da Carcano sarebbe il capostipite non solo delle famiglie Carcano, Parravicini, Sessa e Luini, ma anche delle famiglie Castelletti, Pirovano, Mesenzana, Caspani e de Casternago. L'araldica fornisce un'ulteriore prova di questa ascendenza: nella maggior parte degli stemmi di queste famiglie compare infatti il cigno, emblema di casa Carcano. Ad ogni modo pare che il legame in questione sia rigorosamente provato dai documenti solo per le famiglie Carcano, Parravicini e Sessa.
Per quanto riguarda i Sessa, la prova risiede in un atto notarile del luglio 1263 dove si dice che un Pietro de Sexa, avo dei de Sexa viventi nel 1263 e capostipite del ceppo Sessa di Valtravaglia, aveva concesso dei prestiti al comune di Grantola fra il 1223 e il 1227: tale Pietro, condomino del castello di Sessa, compare in altre parti del documento anche come Pietro de Carcano e viene detto figlio di un Amizone de Carcano, nonché padre di un Amizone de Sexa.
In quanto diramazione della famiglia Carcano, la comparsa dei de Sessa in Malcantone andrebbe fatta risalire, secondo recenti studi, alla Guerra decennale tra Como e Milano (1118-1127), sorta dal dissidio tra un altro prelato di casa Carcano, chiamato di nuovo Landolfo, e Guido Grimoldi per la carica di vescovo di Como; l'elezione di Landolfo da Carcano era sostenuta dall'imperatore, quella di Grimoldi dal papa. Landolfo da Carcano, incalzato dai Comaschi, si rifugiò proprio in Malcantone, precisamente nel castello di Magliaso, zona in cui i de Sessa avrebbero esercitato la loro influenza nei tempi successivi. Se la data post quem rimane incerta, la data ante quem della presenza della famiglia a Sessa è il 1240, essendosi conservato un diploma del 21 dicembre 1240 dove l'Imperatore Federico II di Svevia, scrivendo al Comune di Como, ordina che il castello di Sessa, definito come proprietà imperiale, fosse restituito ai Capitanei di Sessa a patto che questi offrissero valide garanzie di fedeltà; dal documento si deducono quindi due cose: in primo luogo che i de Sessa erano vassalli imperiali già prima di quella data e in secondo luogo che essi però avevano tradito la fiducia accordata dall'Impero, impegnato com'era ad arginare la potenza dei Milanesi favorendo le famiglie feudali del contado e le città nemiche di Milano, visto che i de Sessa, verosimilmente più toccati dall'espansione della vicina Como nelle valli luganesi, si appoggiarono proprio ai Milanesi per salvaguardare i propri interessi.

#### Il toponimoSessa
Il villaggio di Sessa, trascritto nei documenti pergamenacei nella forma Sexa, da cui la famiglia ha preso nome, si trova sulle colline del Malcantone ed era anticamente capoluogo del circondario. La sua parrocchia, in origine parte della Pieve di Agno, divenne in seguito indipendente ed ebbe giurisdizione su un vasto territorio esteso anche sul versante italiano della valle del fiume Tresa. L'etimologia rimanda forse a Sass, termine dialettale per "sasso", il cui plurale risultava anticamente Sess, ma è anche plausibile la derivazione dalla radice indoeuropea sed-, indicante il "sedersi", in riferimento alla sua ubicazione sopraelevata.
Francesco Bertoliatti, nel suo libro «Profilo Storico di Sessa» scriveva: «Già nel VII secolo Sessa era stato nucleo di resistenza dei Franchi contro i Bizantini e i Longobardi [...] questa resistenza era possibile per la felice configurazione topografica....».
Quei luoghi furono per molti secoli la strada principale per il traffico tra il Nord e il Sud e divenne poi la strada che congiungeva le due parti del Sacro Romano Impero Germanico.

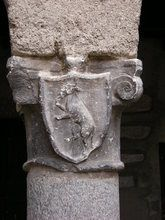
Stemma della famiglia Bossi scolpito su una colonna della Corte dell'Ospedale di Daverio. Questo casato si imparentò ripetutamente nel corso dei secoli con i Sessa di Daverio; si ricordano in particolare Agata Bossi, che sposò nel 1628 Francesco Sessa, Vittoria Bossi, sposa nel Settecento a Giulio Sessa, e Angiola Bossi, sposa di Gabardo Sessa nel 1824.

### La Corporazione dei Nobili di Sessa
La presenza della famiglia a Sessa diede ben presto vita ad una Corporazione Nobiliare che per lungo tempo tenne insieme la vasta agnazione: essa esercitava il condominio sul Castello d'Albio, il giuspatronato sulla Cappella di Sant'Orsola e sulla Chiesa-oratorio di Santa Maria di Corte (fondata per disposizione testamentaria di Martino fu Goffredo de Sessa il 5 settembre 1334), il diritto di elezione - assieme alla vicinia - del rettore della Chiesa di San Martino e commissionava iniziative di interesse pubblico, come la costruzione del Torchio di Sessa, avvenuta nel 1407; i membri della corporazione erano inoltre chiamati ad arbitrare controversie fra privati.
La Corporazione dei Nobili sopravvisse sino all'annessione svizzera della zona nel Cinquecento: fiorente nel Duecento, ebbe il massimo numero di componenti nel Trecento, periodo in cui tuttavia alcuni suoi membri iniziarono a decadere economicamente; nel Quattrocento il numero dei condomini iniziò a diminuire finché in una riunione del 18 agosto 1508 convennero solo 6 uomini, definitisi quasi omnes. L'ultima testimonianza che attesti l'esistenza dell'antico condominio nobiliare è un atto del 4 agosto 1525 dove la Corporazione si riunì per eleggere il cappellano di Sant'Orsola a Sessa.
La Corporazione raccolse nei suoi tre secoli di vita tutti i discendenti legittimi del casato, ma peculiare fu la scelta, evidente soprattutto negli anni 1316-1362, di ammettere anche individui discendenti da donne di casa Sessa, esponenti di casati alleati come i Bianchi e i Marchesi, i quali, non a caso, ereditarono sul finire del Cinquecento il patronato su Sant'Orsola dopo la scomparsa dei de Sessa da Sessa.
Il fatto che la Corporazione accogliesse, fra gli altri, anche i nobili de Sessa non più residenti al castello, rende difficile capire dalle liste dei condomini chi vi risiedesse o meno a titolo fisso, ma soprattutto tracciare una genealogia sicura antecedente al XIV secolo. Sicuramente residente al castello fu il ramo che prima del 1383 si trasferì a Daverio (Varese) e i cui membri conservarono anche dopo il cambio di residenza proprietà presso il castello, nonché un ruolo di rilievo in seno alla Corporazione.

### I Sessa di Valtravaglia

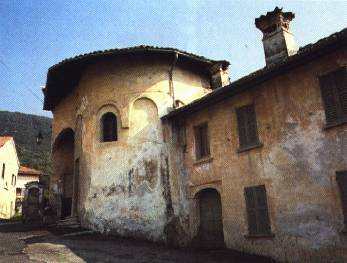
Battistero di Domo (frazione di Porto Valtravaglia sul Lago Maggiore), al fianco del quale sorgeva la Casa de Sexa, abitata nel XIII secolo dalla nobile famiglia Sessa di Ticinallo.

I Sessa di Valtravaglia sono la linea più anticamente attestata e la prima ad avere interessi al di fuori del Malcantone, stabilendosi sin dal Duecento sulle sponde orientali del Lago Maggiore: qui agivano come vassalli degli Arcivescovi di Milano e possedevano beni nei comuni di Luino, Cannobio, Brezzo di Bedero (frazione Sala), Casalzuigno (frazione Sanda), Laveno, ma soprattutto a Porto Valtravaglia dove il possesso della frazione di Ticinallo, su cui i Sessa esercitavano diritti di tipo feudale, li qualificò come (de) Sexa de Tixinallo o, più tardi, Nobiles de Ticinallo.

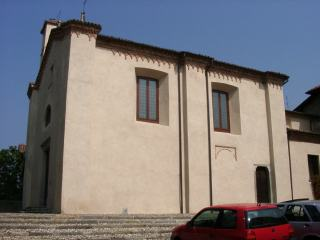
La Chiesa di Santa Maria Assunta in Daverio: fu innalzata nel 1456 per volontà di Margherita Sessa su un edificio religioso preesistente e fu di giuspatronato della famiglia sino al XX secolo quando Fiorbellina Sessa, ultima discendente dei Sessa rimasti in Daverio, la donò alla parrocchia.

Capostipite fu il già citato Pietro de Sessa del fu Amizone de Carcano e, a partire dalla metà del Duecento, la sua discendenza emerse storicamente, ottenendo l'investitura arcivescovile della Rocca di Caldé col feudo di Valtravaglia: i fratelli Francesco e Quirico de Sessa ne erano già titolari nel 1261, mentre alcuni anni più tardi il predetto Francesco rivestiva con Arderico (un altro fratello) la carica di Vicario a Vercelli per conto del podestà Napoleone della Torre; nel 1294 un altro Francesco Sessa era castellano della rocca e ancora nel 1406 ne è attestata l'investitura a favore di un Guglielmo Sessa del fu Pietrino. Il salto di qualità per la famiglia si verificò in occasione della lotta per il dominio su Milano tra i Visconti e i Della Torre, lotta che segnò con la vittoria dei primi la fine dell'esperienza comunale a Milano e l'inizio dell'epoca delle signorie. In questo conflitto i Sessa di Valtravaglia schieratisi con Ottone Visconti ottennero, a seguito della vittoria della fazione viscontea, l'ascrizione della famiglia alla Matricula Nobilium dei patrizi milanesi, dove compaiono sotto il nome di Sessa de loco Sarrae plebis Travaliae.
I Sessa di Valtravaglia si divisero a cavallo tra XIII e XIV secolo in due rami a partire dai figli di Alberto Sessa, figlio di Amizone: da Francesco trassero origine i Sessa di Ticinallo, maggiormente legati al contado, mentre da Paolo discesero i Sessa di Sala, inurbatisi a Milano. Ai primi appartenne Enrico Sessa, Vescovo di Pesaro e Como, il quale, una volta eletto a Como, nominò suo procuratore il cugino Pietro Sessa di Ticinallo, Prevosto della Collegiata di San Vittore di Valtravaglia.
I Sessa di Sala (o Sarra) di Travaglia furono invece i primi a rappresentare la famiglia nel patriziato di Milano, ma la loro discendenza si estinse con la fine del dominio sforzesco. Appartennero a questa linea: Paolo Sessa, avvocato fiscale per la Camera ducale ed Edile per la Veneranda Fabbrica del Duomo negli anni 1413, 1414, 1418; Giacomo Sessa, fratello di Paolo, Sindacatore laico degli ufficiali della Corte ducale nel 1400; Gaspare Sessa, fratello dei precedenti, che nel 1404 fu uno dei sei tesorieri della Camera ducale; altro Paolo Sessa, capitano generale della Valtellina nel 1428; altro Giacomo, Vicario di Provvigione; altro Gaspare Sessa, feudatario di Sillavengo e capitano di ventura per conto prima della duchessa Bianca Maria Visconti, poi degli eredi Sforza (morì nel 1480); infine Giuliano Sessa, figlio del precedente Gaspare, che fu Canonico della cattedrale di Novara.
Estinti i Sessa di Sala, la discendenza continuò coi Sessa di Ticinallo che perseguirono una politica di acquisizione fondiaria nelle zone di origine, favorita da un'accorta politica matrimoniale: Rosa (de) Gattico da Castello, figlia del conte Manfredo di Castel Gattico e vedova del nobile Gasparolo Sessa, testò il 19 luglio 1420 lasciando un figlio, Antoniolo, unico proprietario di una cospicua fortuna, consistente nel possesso per intero delle località di Ticinallo, Arolo e Ceresolo nei comuni odierni di Porto Valtravaglia e Laveno, nonché diritti di decima, con l'onere però di svariati legati e giuspatronati ecclesiastici, tra cui quello sulla Chiesa di San Giorgio in Muceno e quello su San Martino in Valtravaglia. I figli di quest'ultimo divisero in tre parti l'asse ereditario, dando origine a tre linee di discendenza: Giovanni Pietro Sessa ereditò Ticinallo, Quirico prese possesso di Ceresolo, Alberto ebbe invece Arolo.

#### I (da) Canobio di Bologna

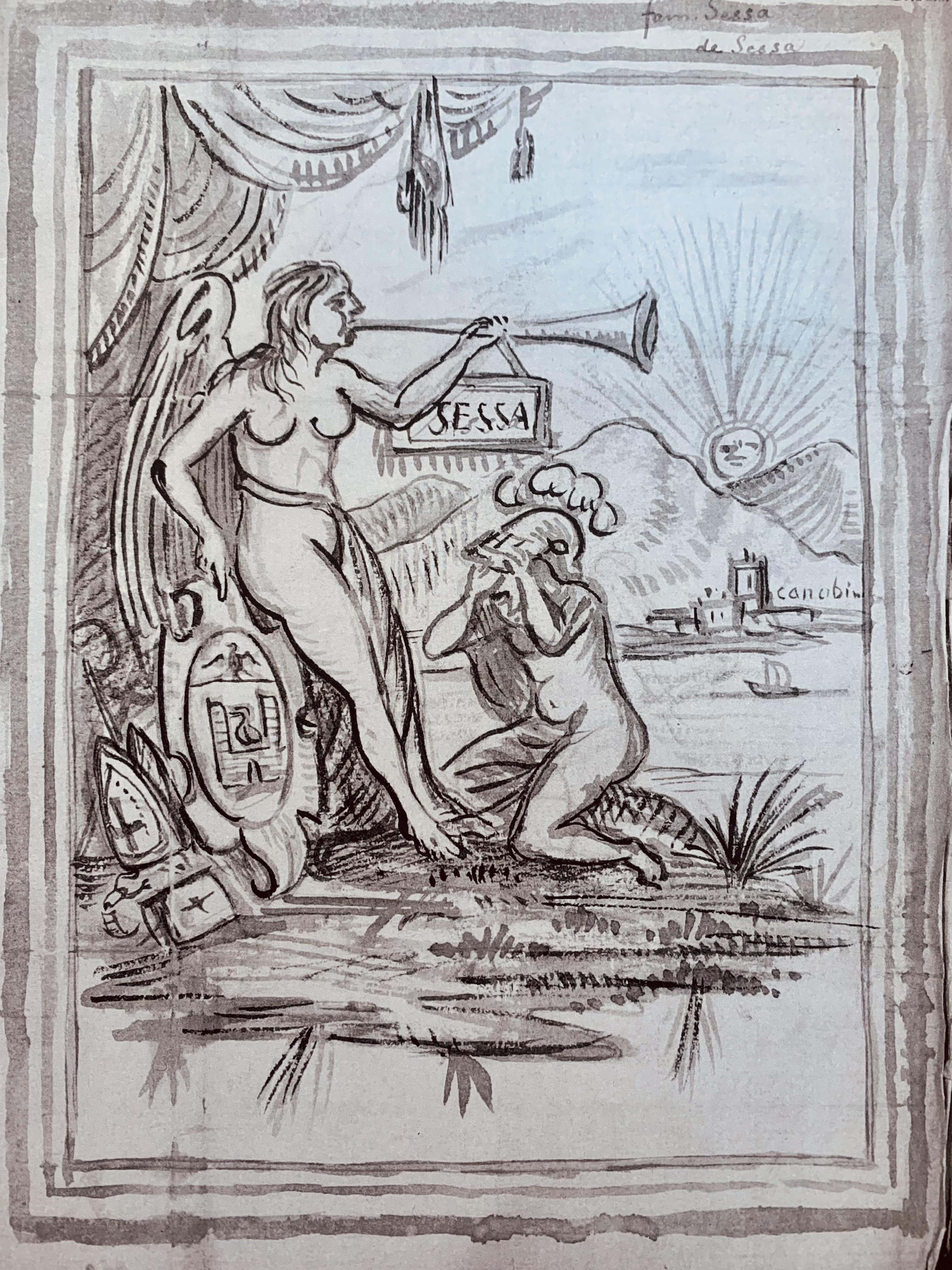
Disegno tratto dal fondo archivistico Riva Finolo, conservato presso l'Archivio di Stato di Milano: vi sono raffigurati lo stemma e il luogo di origine del ramo della famiglia Sessa detto (da) Canobio, trapiantatosi poi a Bologna.

Si rese particolarmente illustre un ramo dei Sessa che fiorì dal XV secolo a Bologna, dove ebbe accesso al patriziato cittadino e s'imparentò con Papa Gregorio XIII Boncompagni: ebbe come capostipite un Giovanni Battista Sessa de Ticinallo, che nel 1402 abbandonò Cannobio sul Lago Maggiore a causa dell'instaurazione della tirannide dei Fratelli Mazzarditi; costoro erano ricchi e potenti commercianti della zona, che, conquistando con la forza il dominio di Cannobio e del suo circondario, contesero con successo per più di un decennio ai Visconti il potere su tutta la regione del Verbano. A Cannobio diverse famiglie nobili furono perseguitate dai nuovi signori e Giovanni Battista Sessa, forse costretto all'esilio oppure per prudenza, finì per trasferirsi a Bologna, dove si erano già rifugiati altri casati di Cannobio come i Mazza e i de Giuli: il cognome della famiglia mutò quindi in Canobio (Sessa) de Ticinallo o semplicemente da Canobio oppure Canobij, forme con cui questo ramo dei Sessa è ricordato dal Crollalanza nel suo Dizionario Storico-Blasonico.

Una dettagliata descrizione della storia, degli onori e delle parentele dei Canobio Sessa di Ticinallo è fornita da Giovanni Pietro de' Crescenzi Romani nella sua Corona della nobiltà d'Italia del XVII secolo, dove si legge:
La famiglia si estinse nel 1691 con la morte di Silvia Margherita Canobio de Tizzinalli, moglie del patrizio bolognese Carlo Bolognetti, che si aggiudicò sotto forma di maggiorascato metà dell'eredità del suocero Giuseppe Carlo Canobio.

### I Sessa di Daverio

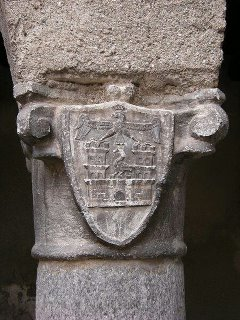
Stemma araldico dei nobili Sessa scolpito su una colonna della Corte dell'Ospedale in località Castello a Daverio.

Le origini dei Sessa di Daverio vanno fatte risalire ad un Ivano de Sessa, nato a metà del Duecento e ancora vivente e residente a Sessa il 27 febbraio 1320, anno in cui il nipote abiatico Ruggero I (figlio di un defunto Gabardo I) agiva come suo procuratore per la vendita di alcuni fondi in località Casbeno a Varese. Il radicamento di questo ramo a Daverio in provincia di Varese si colloca nel corso del Trecento: il primo di cui si abbia certezza della residenza è un Franciscolo Sessa, padre di Ruggero II e Gabardo II, che in due pergamene del 1383 e del 1384, ambedue datate 17 aprile, è qualificato come residente e possidente in Daverio, e viene detto figlio di un defunto Giovanni, presumibilmente fratello del predetto Ruggero I de Sessa del fu Gabardo I; tuttavia già nel 1396 un Raniero Sessa viene nominato console della comunità di Daverio assieme a un Maffiolo de' Daverio, e ancora nel 1406 è attestato un Taddeo Sessa nel medesimo ruolo: è quindi evidente un saldo legame della famiglia con Daverio sin da quell'epoca.
La breve discendenza di Ruggero II Sessa, figlio di Franciscolo del fu Giovanni, fa luce sui legami e sul ruolo della famiglia nel contesto sociale del tempo, poiché dei suoi figli, Luchina fu data in sposa al nobile Ardighino Cagnola di Cassano Magnago, mentre Luigi, cittadino milanese dal 1461 e già defunto nel 1467, sposò Lucia Crivelli, figlia del nobile Marco: tanto i Cagnola quanto i Crivelli erano iscritti nella Matricula delle famiglie nobili milanesi. Tramite Giustina Sessa, nipote di Ruggero attraverso il figlio Giovanni Sessa, sono attestati legami con due nobili famiglie del circondario di Varese, ossia i Bossi e i Bianchi di Velate, con cui i Sessa di Daverio si sarebbero legati per matrimonio ripetutamente nei secoli successivi.
Lo spostamento a Daverio non coincise con il completo abbandono degli interessi in Malcantone: in un atto notarile del 22 giugno 1405 Gabardo II Sessa, altro figlio di Franciscolo, donò alla Chiesa di San Martino di Sessa alcune terre situate a Sessa confinanti con quelle del fratello Ruggero II, mentre ancora nel 1525 il suo discendente Francesco Sessa, in qualità di membro della Corporazione dei Nobili di Sessa, partecipava all'elezione del cappellano di Sant'Orsola. Sono altresì conservati numerosi atti notarili che attestano il possesso di beni fino al pieno Quattrocento non solo in Malcantone (ad esempio a Curio), ma anche in Valtravaglia (a Marchirolo e Fabiasco), distinti dalle proprietà dei lontani cugini del ramo detto appunto di Valtravaglia o di Ticinallo.
La progenie di Gabardo II Sessa, in persona del figlio Francesco e dei suoi discendenti legittimi all'infinito, ottenne i privilegi della cittadinanza milanese nel 1473 con decreto di Galeazzo Maria Sforza, Duca di Milano: i concessionari vengono definiti nelle lettere patenti come nobiles et bonae famae et bonis moribus preditos.

### La distruzione del Castello d’Albio
Negli anni 1512-1516 il territorio originariamente infeudato ai Sessa (Sessa, Monteggio e alcune zone del Malcantone), fino a quel momento parte del Ducato di Milano, fu donato da Francesco I di Francia ai Confederati con il Trattato di Friburgo. Gli svizzeri, impadronitisi delle nuove terre, diedero subito ordine di smantellare le fortezze del Malcantone, tra cui il Castello d'Albio, peraltro già devastato dal saccheggio compiuto dai Confederati nel 1511 e ormai abbandonato dai suoi signori: questi eventi segnarono la fine di qualsiasi influenza del casato sul territorio circostante, nonché il declino e la scomparsa dell'antica Corporazione dei Nobili di Sessa.

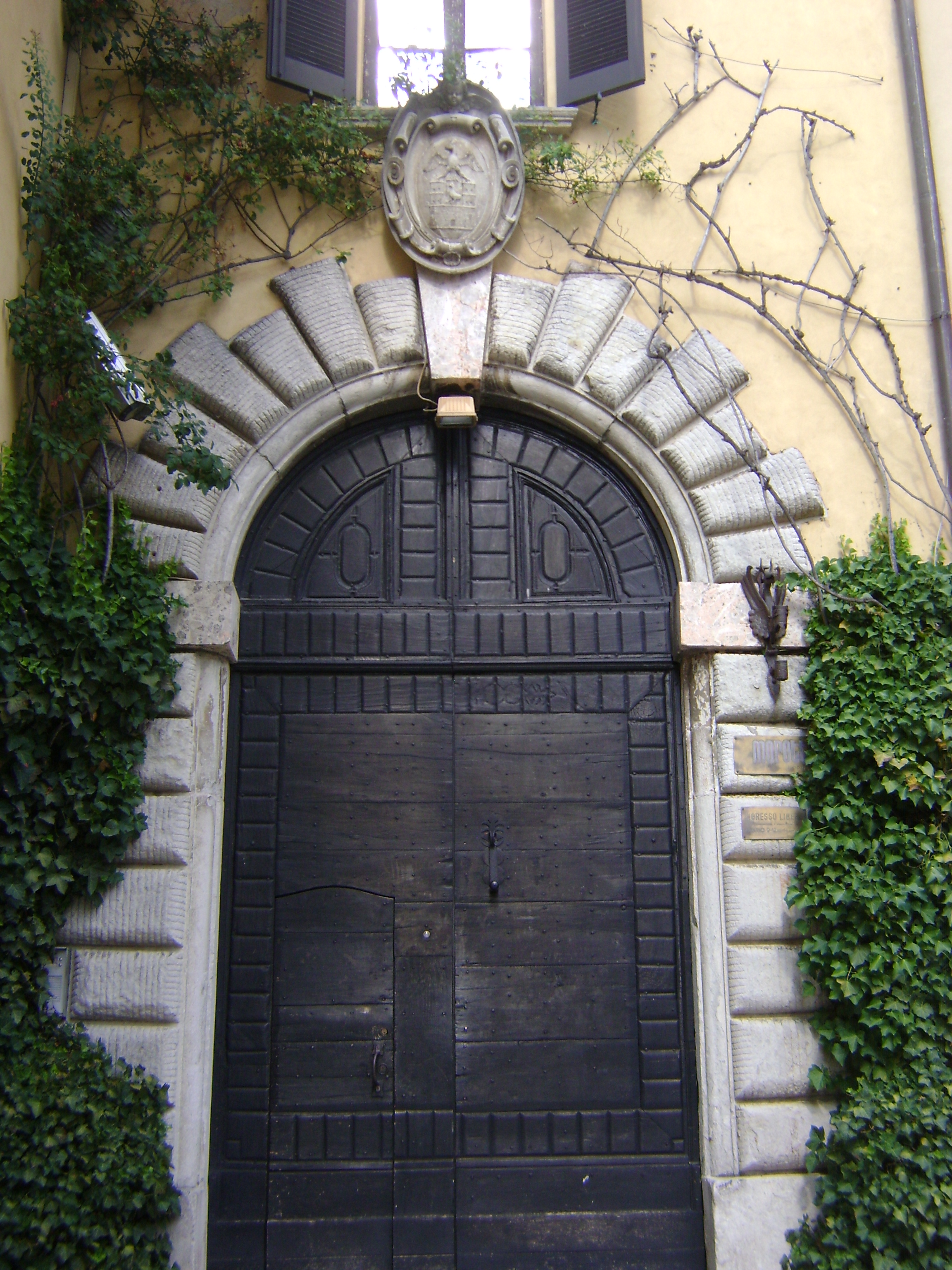
L'entrata del quattrocentesco Palazzo Sessa a Daverio (oggi Villa Morotti), con stemma sull'architrave, adiacente alla Chiesa di Santa Maria Assunta.

### Ascesa dei Sessa di Daverio
Se la scomparsa della Corporazione dei Nobili di Sessa causò da un lato la dispersione dell’agnazione, dall’altro incentivò le linee superstiti a rivolgere altrove i propri interessi: fu questo il caso dei Sessa residenti a Daverio i quali, assieme alle famiglie Bossi del Castello di Azzate, Bossi di Bodio e Daverio di Galliate costituivano la nobiltà della Val Bossa, detentrice di estesi patrimoni terrieri, regalie di caccia e pesca, nonché di antichi diritti signorili su terre e dazi, prerogative che questa nobiltà seppe per lungo tempo far valere sia contro i tentativi dei Duchi di Milano di infeudare ad estranei la zona, sia contro la popolazione locale, organizzata nelle comunità dei vicini e ansiosa di limitare gli eccessi di potere dei nobili. L'influenza dei Sessa di Daverio, durante la dominazione spagnola, seppe estendersi anche al di fuori del contado, in particolare a Milano, dove nel 1573 ebbe con Francesco Sessa accesso al patriziato. Specchio dell'ascesa sociale del casato fu la parentela contratta con la famiglia Torelli, Conti Sovrani di Guastalla, attraverso il matrimonio fra Sulpizia Torelli, figlia naturale del conte Achille, e il Giureconsulto Collegiato Gabriele Sessa. Tra gli esponenti più rilevanti si annoverano: il succitato Gabriele Sessa, membro del Collegio dei Nobili Giureconsulti di Milano dal 1538 al 1551 e Abate del Collegio stesso; Francesco Sessa, Questore Ordinario Togato, membro del Senato dei Quindici di Milano dal 1589 al 1598; Pietro Maria Sessa, Monaco dell'Ordine dei Barnabiti, morto in odore di santità nel 1623 e dichiarato Venerabile; infine Giovanni Battista Sessa, clericus capsarius presso la Curia papale, che nel 1575 istituì un legato a favore delle fanciulle prive di dote di Varese.

### I Sessa di Como
I Sessa di Como comparvero nel Cinquecento con un Pietro Sessa, gentiluomo del contado comasco la cui discendenza si radicò in Como nei due secoli successivi: già nel 1609 la famiglia Sessa risultava fra quelle - per lo più patrizie di Como - che annoveravano all'epoca un rappresentante all'interno dell'Accademia dei Larii. È verosimile che la scelta di abbandonare il contado sia stata dettata tanto dal desiderio di cercare maggiori fortune quanto dall'esigenza di sfuggire agli oneri fiscali imposti dall'estimo di Carlo V che, favorendo i cives rispetto ai rurales, concorsero alla dissoluzione della piccola nobiltà di campagna nel corso del XVII secolo. 

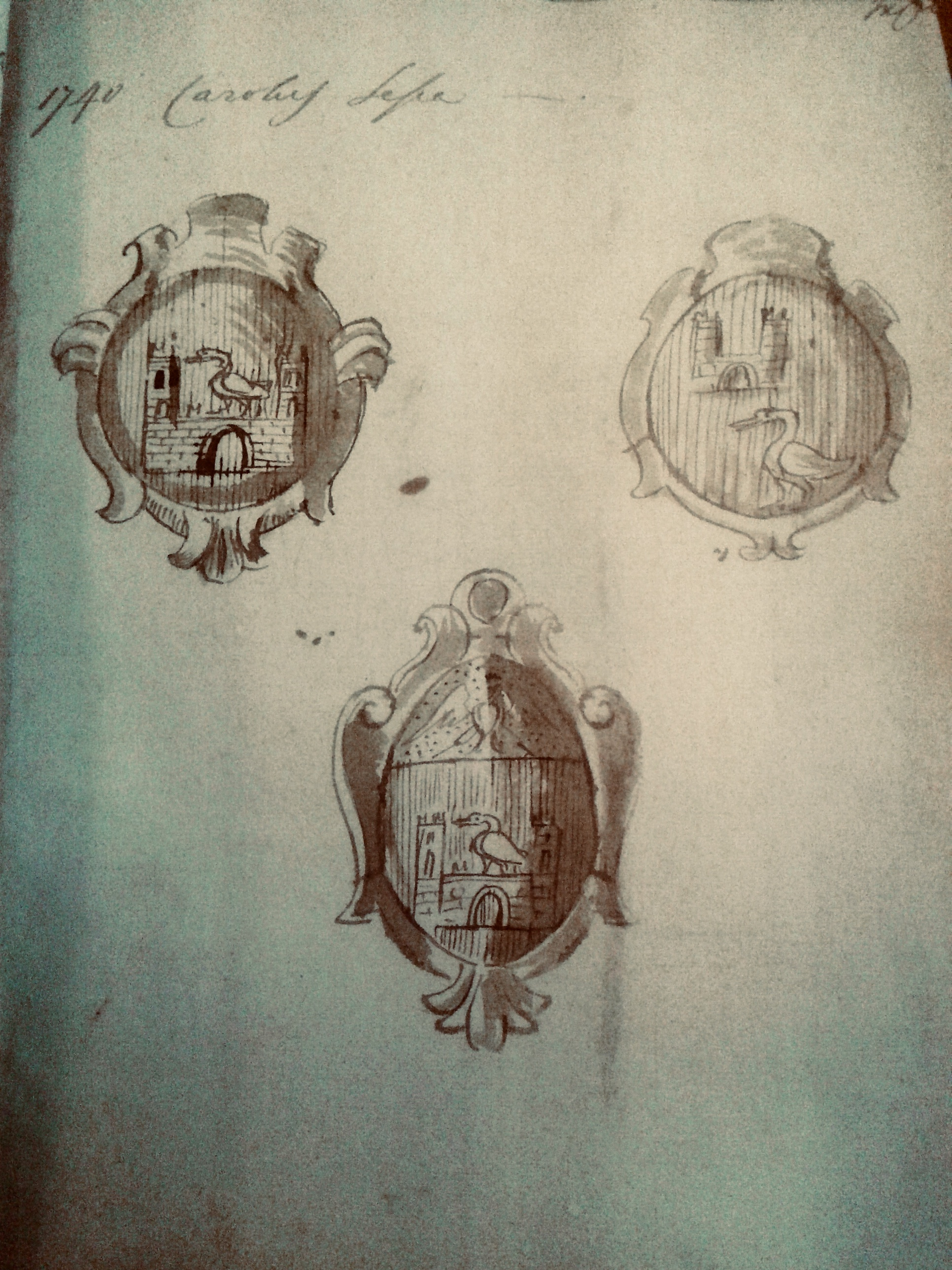
Stemmi (de) Sessa tratti dal fondo archivistico Riva Finolo. In cima al foglio si legge il nome di Carlo Sessa, che nel 1740 era Regio Delegato e Luogotenente della città di Como e del suo contado.

 Benché l'attacco genealogico con i più antichi ceppi di Valtravaglia e Daverio (a loro volta slegati) non sia noto, la relazione con essi sembra rilevarsi da due elementi: l'uso antico del medesimo stemma araldico e l'ammissione nel Capitolo Cattedrale comasco concessa per consanguineità col vescovo Enrico Sessa alla famiglia di Carlo Sessa (figlio di Pietro), che ottenne la cittadinanza comasca nel 1621. La discendenza di Carlo, sposatosi con Camilla Sessa del ceppo di Daverio, si trasmise quindi per alcune generazioni da zio a nipote il beneficio di Canonico Mansionario nel Duomo di Como; l'accesso alle magistrature comunali avvenne più tardi con il trisnipote omonimo Carlo Sessa, che dal 1729 al 1760 ricoprì le cariche di Regio Delegato e Luogotenente per la città di Como e il suo contado; sposatosi con Angiola Peri, ebbe discendenza poi estintasi nel 2001 con la morte di Carla Sessa in Gatti Grami. Questa linea, pur non essendo stata oggetto di provvedimenti di riconoscimento nobiliare sotto il Regno d'Italia, risulta comunque censita dall’Annuario della nobiltà italiana col titolo di Nobile.
Al ceppo comasco si ascrivono tradizionalmente altri due rami, la cui condizione nobiliare risulta però incerta: il primo, disceso dal matrimonio di un Francesco Sessa con Antonia Piazzoli, annoverò alcuni Causidici Collegiati e diede i natali, fra gli altri, a Giulio Cesare Sessa, nominato prima del 1772 Cancelliere delle Strade del contado comasco dal Consiglio Generale di Como; il secondo, disceso dal matrimonio di un Pietro Sessa con Ottavia Borasco, ebbe in persona di Gaetano Sessa la gestione dei beni vescovili della Diocesi di Como con investitura del 21 gennaio 1763: dall'unione di quest'ultimo con Anna Maria Sormani trae origine una numerosa discendenza, tra cui spiccano i Sessa di Cremella che, grazie al loro successo imprenditoriale, sono annoverati sin dall'Ottocento fra le più importanti famiglie dell'alta borghesia milanese e lombarda.

### La lite fra i Sessa di Daverio e i Sessa di Como

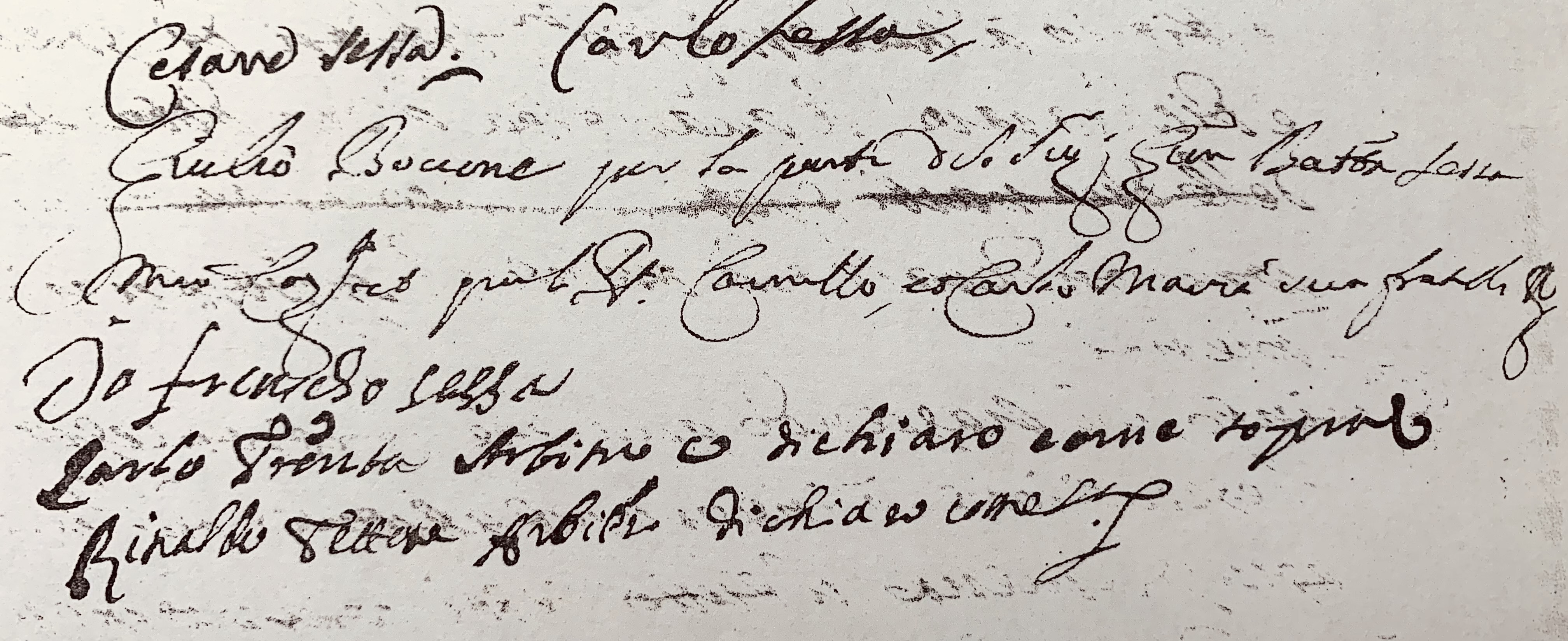
Stralcio dell'atto notarile datato 1683, conservato presso l'Archivio di Stato di Milano, dirimente la causa fra i consorti Sessa di Daverio e don Francesco Sessa di Como e contenente le sottoscrizioni delle parti in causa e degli arbitri.

Nel 1683 la consorteria dei Sessa di Daverio e il ramo comasco dei Sessa ammesso nel Capitolo cattedrale di Como si trovarono in lite a causa dell'assegnazione dell'eredità di un comune parente: questi era il Prevosto della Pieve di Dairago don Gabriele Sessa, figlio di un altro Gabriele, a sua volta figlio naturale del senatore Francesco Sessa di Daverio, il quale tuttavia aveva avuto anche discendenza legittima dal suo matrimonio con Laura Caterina Biumi: la causa vide infatti contrapposti da una parte Giovanni Battista, Camillo, Carlo Maria, Cesare e Carlo Sessa di Daverio, discendenti di tale matrimonio e quindi parenti in linea maschile del defunto, dall'altra il cugino materno Francesco Sessa, figlio di Camilla Sessa (unica sorella di don Gabriele) e di Carlo Sessa di Como.
Di preciso le parti contendenti, che reclamavano per sé l'intera eredità con esclusione della controparte, ragionarono in questo modo: ignorando a priori la loro distante parentela agnatizia (che avrebbe costituito un valido motivo a favore della equa spartizione dell'eredità), da una parte i Sessa di Daverio affermavano che il defunto Prevosto, benché nato da un figlio naturale del loro bisnonno, restava comunque un loro agnato, il che dava a loro il diritto di ereditare i beni di don Gabriele Sessa; dall'altra Francesco Sessa di Como, ritenendosi più vicino per parentela al defunto e rifacendosi agli antichi Statuti del Ducato di Milano, asseriva che il padre del defunto, pur essendo stato riconosciuto dal padre, non fu legittimato, il che annullava ogni diritto di agnazione e permetteva a lui - ob exstinctam lineam - di ereditare tutto con esclusione dei cugini materni di Daverio.
Poiché non si trovava un accordo, furono chiamati ad arbitrare la causa i giureconsulti Rinaldo Tettoni e Carlo Trenta, i quali stabilirono con sentenze del 14 e 16 luglio 1683 che l'eredità dovesse spettare a Francesco Sessa di Como ad eccezione di 10.000 fiorini, costituenti il cospicuo legato che l'antenato comune delle parti, Francesco Sessa di Daverio, nel proprio testamento del 1602 aveva imposto ai figli legittimi Camillo e Cesare per il mantenimento del suo figlio naturale Gabriele, padre omonimo del religioso defunto: tale legato, fu ritenuto dai giureconsulti vincolato all'asse ereditario dei consorti Sessa di Daverio.

### Declino dei Sessa di Valtravaglia
Il ramo dei Sessa nobiles de Ticinallo, residente in Valtravaglia, aveva diviso nel 1453 il suo cospicuo patrimonio fra i tre figli di Antoniolo Sessa, i quali diedero origine, come si è detto sopra, a tre distinte ramificazioni.
Nel Cinquecento con l'estinzione della linea Sessa de Arolo di Alberto Sessa (terzogenito dei figli di Antoniolo) restavano quindi i Sessa de Ticinallo e i Sessa de Ceresolo. L'economia familiare dei due rami nel corso del Cinquecento si differenziò, giacché i Sessa de Ticinallo finirono infatti per indebitarsi pesantemente, andando incontro ad un dissesto economico che li condusse alla rovina: Carlo Sessa, vissuto nella prima metà del Seicento, si vide costretto progressivamente a vendere od ipotecare parti del patrimonio fondiario. Nella cattiva sorte non furono d’aiuto i parenti, anzi: i nobili Giovanni Antonio e Ferdinando Tinelli, suoi congiunti tramite il matrimonio dell'avo Giovanni Antonio Tinelli con Camilla Sessa de Ceresolo, premettero sul cugino perché vendesse appezzamenti di terra in pagamento dei loro antichi crediti, ma, imponendo un prezzo irrisorio per pertica e mirando spregiudicatamente ad impossessarsi del patrimonio fondiario dei Sessa, rischiarono di essere citati in giudizio con l’infamante accusa di usurai; quindi nel 1659 si giunse ad un nuovo accordo con cui Carlo Sessa riuscì a vendere a prezzo equo alcuni dei suoi beni, riuscendo a coprire i debiti coi cugini Tinelli: tuttavia ai figli Bernardo, Giovanni Battista, Bartolomeo e Gerardo ben poco restò del patrimonio avito.
Nella seconda metà del secolo i Sessa di Ticinallo riuscirono a riottenere l'antichissimo diritto di decima a Muceno, ma il destino della famiglia parve segnato: essa sopravvisse in precarie condizioni economiche a Ticinallo sino a fine del Settecento: significativa fu la supplica inoltrata nel 1683 proprio dai figli di Carlo Sessa, qualificati come nobiles de Ticinallo, al Senato di Milano affinché potessero essere esentati dal pagamento di alcune imposte a ragione della loro povertà.

### Dal Settecento ad oggi

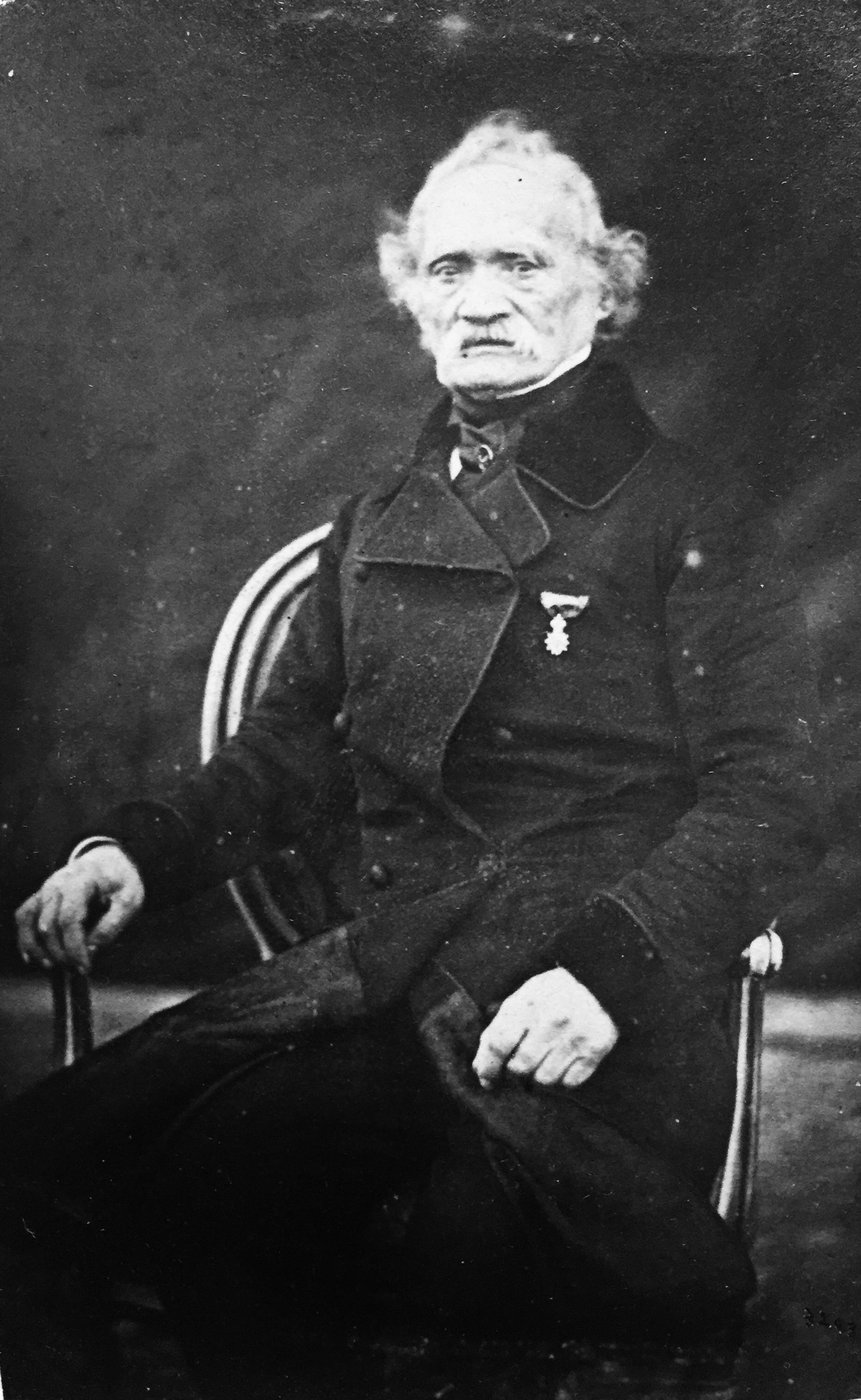
Ritratto del colonnello Giacomo Sessa d'Arzago (1777 - 1862), Cavaliere dell'Ordine Mauriziano e Cavaliere della Legion d'Onore.

Tra Settecento e Ottocento fiorivano ancora branche dell'antico casato Sessa, così come vengono definite nell'archivio della Consulta araldica. Alcune di esse sono ancora qualificate esplicitamente come nobili, mentre altre godevano soltanto di uno status di distinta civiltà ovvero risultavano viventi more nobilium.
- Sessa di Valtravaglia
  - Sessa di Ticinallo: residente sempre in Valtravaglia, la famiglia scomparve dalle cronache a fine Settecento: dei suoi componenti, ridotti da tempo in condizioni di indigenza, non si hanno più notizie dopo il 1781, ossia quando Giovanni Battista Sessa, ultimo discendente attestato di questo ramo, a causa di una nuova situazione di insolvenza, dovette vendere le residue proprietà terriere ad alcune famiglie borghesi in ascesa economica.[33]
  - Sessa di Ceresolo: la famiglia, da cui traggono discendenza i Tinelli signori di Gorla tramite il matrimonio di Camilla Sessa (+ 1580) con il nobile Gio. Antonio Tinelli, Aulico Ducale, sopravvisse sino alla fine del Settecento a Ceresolo (Laveno) per poi estinguersi agli inizi del secolo successivo.[64]
- Sessa di Daverio
  - Sessa di Daverio: discendente da Camillo Sessa (1570-1655), marito della nobile Francesca Daverio, a questo ramo va riconosciuta un'intensa attività di patronato locale, concretizzata ad esempio in legati a favore dei poveri di Varese e nell'istituzione delle prime classi di scuola pubblica a Daverio nel 1827 per opera dei fratelli Gabardo, Ettore e Filippo Sessa, figli di Luigi e della nobile Ippolita Bianchi di Velate. Fu questo ramo, in persona dei fratelli Luigi, Ettore e Camillo (figli di Gabardo Sessa) ad ottenere nel 1902 dalla Consulta araldica il riconoscimento dell'antica nobiltà, tuttavia ad oggi risulta anch'esso estinto con la morte nel 1945 di Fiorbellina e Guido Sessa, figli di Luigi e Irene de Bernardi; Gabardo Sessa, il figlio che Guido ebbe da Virginia de Ponti, morì giovinetto nel 1920.[65] Altro ramo della famiglia si estinse a fine Settecento con Vittoria, figlia dei nobili Felice Sessa e Rosa Bianchi di Velate, e moglie del cugino Filippo Bianchi di Velate.[66]
  - Sessa di Milano: ebbe per capostipite Cesare Sessa (1573-1631), fratello minore del predetto Camillo e marito della nobile Anna Selvatico, nonché Giureconsulto e Giudice Monetario nel biennio 1602-1604;[67] la sua discendenza ebbe residenza nel palazzo nobiliare in piazza San Babila acquistato dalla nobile famiglia Lampugnani[68] e fu l'unico ramo a conservare la dignità patrizia a Milano;[13] esso diede i natali al Fisico Collegiato Ettore Sessa, membro del Tribunale supremo della Sanità di Milano nel 1666 e professore di medicina all'Università di Pavia dal 1650. La famiglia si estinse nel Settecento.[69]
  - Sessa di Gornate: discendente da un Bartolomeo Sessa di Daverio, eletto nel 1456 compatrono della Chiesa di S. Maria Assunta assieme al fratello Francesco Sessa (da cui ebbero origine le due linee precedenti) questo ramo, proprietario di vasti possedimenti a Gornate, si estinse nel 1802 con la morte del sacerdote don Giacomo Sessa, che lasciò erede di tutti i beni il cugino Carlo Medici, marchese di Marignano; i Sessa di Gornate avevano spiccato particolarmente in ambito ecclesiastico: don Bartolomeo Sessa, figlio dell'omonimo Bartolomeo e della nobile Ippolita Medici di Marignano, fu noto per le cospicue opere di carità e i suoi pronipoti don Cosimo (nato Bartolomeo), don Giacomo e don Alessandro, nei quali si estinse la famiglia, furono tutti religiosi: il primo fu Abate dei Monaci Olivetani e Procuratore Generale dell'Ordine stesso, il secondo semplice sacerdote, mentre don Alessandro, morto nel 1783, fu Canonico Ordinario e Penitenziere Maggiore del Duomo di Milano.[61][70]
- Sessa di Como
  - Sessa d'Arzago d’Adda: discendenti da quel Francesco Sessa di Como che nel 1683 era in lite coi cugini Sessa di Daverio sull'eredità dello zio materno don Gabriele Sessa, si distinsero particolarmente nel Settecento, secolo in cui visse Carlo Sessa, Luogotenente e Regio Delegato di Como, al quale si deve l'accrescimento delle fortune della famiglia: suo fu l'acquisto della Cascina Ravajola (2400 pertiche) ad Arzago d'Adda e nel 1760 anche del palazzo nobiliare dei conti Confalonieri in Contrada del Lauro a Milano, beni che andavano ad aggiungersi a quelli già posseduti nel comasco;[71] sposatosi con Angiola Peri, ne ebbe Giovanni che, a sua volta, dalla nobile Luigia Biumi (sorella del Fisico Collegiato Francesco Biumi[72]) procreò, fra gli altri, il colonnello Giacomo Sessa, Cavaliere dei Ss. Maurizio e Lazzaro e Cavaliere della Legion d'Onore, e Giuseppe Sessa, accolto nel Nobile Collegio degli Ingegneri nel 1795.[58] Nel corso dell'Ottocento la famiglia spostò la propria residenza da Milano ad Arzago d'Adda presso la Cascina Ravajola, tenuta che fu in possesso della famiglia sino al 1939.[73] A questo ramo appartenne anche don Carlo Sessa, Prevosto e Vicario Foraneo di Rivolta d'Adda, che in quella città fondò nel 1838 il primo asilo infantile e nel 1845 fece restaurare la torre campanaria della Chiesa di San Sigismondo. Questa linea del casato, censita dall'Annuario della Nobiltà Italiana col titolo di Nobile, si è recentemente estinta con le tre figlie di Luigi Sessa, Cavaliere della Corona d'Italia, una delle quali, Carla, sposò nel 1946 Giovanni Gatti Grami e lasciò in eredità ai discendenti il cognome e i beni della sua famiglia.[15][61][74][75]
  - Sessa di Cremella (e altre linee): estinta la linea di Giulio Cesare Sessa, Causidico Collegiato e Cancelliere delle Strade del contado comasco, la discendenza proseguì coi figli di Gaetano Sessa e Anna Maria Sormani e divenne invece particolarmente celebre in campo imprenditoriale, dando origine, assieme ai Gavazzi, con cui si imparentarono, ad una delle più grandi dinastie industriali ottocentesche. Il fautore di questa fortuna fu Carlo Sessa che negli anni quaranta dell'Ottocento, assieme al cugino Luigi possedeva la maggiore filanda serica della città di Milano e innovò sensibilmente il settore della tessitura della seta. Fondò la Fabbrica d'amido e cipria e la Fabbrica degli alcools, che con l'entrata di G. A. Fumagalli nel 1850 divenne la Sessa-Fumagalli & Co.: la prima distilleria industriale italiana. Fu membro del Comitato Centrale della Associazione Industriale Italiana dalla sua fondazione (1867), mentre nel 1872 collaborò alla nascita della Società per la Filatura dei Cascami di Seta; dal 1873 fu amministratore della Banca Industriale e Commerciale di Milano. Nel 1874 acquistò terreni a Cremella a Lecco, dove realizzò tre ville per i suoi tre figli maschi (Francesco, Giuseppe e Rodolfo). A questo ramo della famiglia appartengono oggi le diramazioni dei Sessa Sforza, imparentatisi coi conti Sforza di Castel S. Giovanni, i Sessa Vitali, che accolsero l'eredità dei baroni Vitali di Bergamo, i Soncini Sessa, eredi di Rodolfo Sessa di Cremella in quanto discendenti di Luigi Sessa, Cavaliere del Lavoro, e altre linee che contrassero parentela con le famiglie aristocratiche dei Calchi Novati, Ferrario, Ferrero Gubernatis di Ventimiglia, Gnecchi Ruscone e Riva.[61] Risulta ancor oggi proprietà dei Soncini Sessa la Palazzina Sessa in via Ariosto a Milano e il Palazzo Sessa Aldrovandi con annessa tenuta agricola a Mirabello, sede di un Museo della Civiltà Contadina intitolato a Rodolfo e Luigi Sessa.[76][77]

## I Sessa nei repertori nobiliari

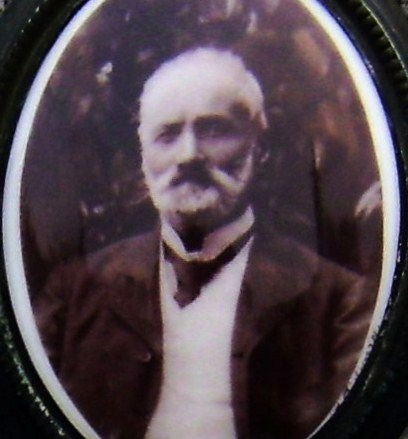
Luigi Sessa di Daverio (1824 - 1915), figlio di Gabardo Sessa e Carolina Gatti. Il fratello Ettore, figlio del secondo matrimonio del padre con la nobile Angiola Bossi, chiese e ottenne il riconoscimento dell'antica nobiltà e l'iscrizione della famiglia negli elenchi nobiliari regionali e nel Libro d'oro della nobiltà italiana.

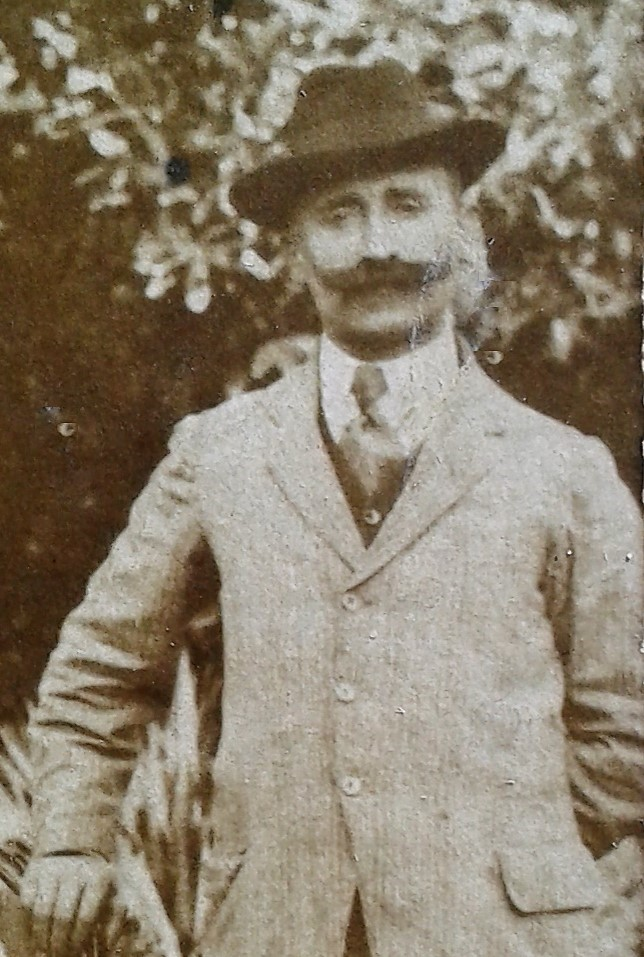
Luigi Sessa d'Arzago d'Adda (1867 - 1931), figlio di Paolo Sessa e Maria Bassi. Fu Cavaliere della Corona d'Italia e podestà di Arzago d'Adda. Delle sue tre figlie, Gaetanina, Camilla e Carla, solo l'ultima ebbe discendenza dal matrimonio con Giovanni Gatti Grami. La sua linea risulta censita nell'Annuario della Nobiltà Italiana.

Dei numerosi rami del casato, soltanto tre figurano all'interno dei più noti repertori o registri nobiliari: i Sessa di Daverio, che ottennero il riconoscimento ufficiale per la propria nobiltà nel 1902 dalla Consulta Araldica del Regno d'Italia e vennero quindi iscritti nel Libro d'oro della nobiltà italiana col titolo di Nobile, i Sessa di Arzago d'Adda, censiti dall’Annuario della Nobiltà Italiana col titolo di Nobile, e i Sessa di Ticinallo detti (da) Cannobio, presenti nel Dizionario Storico-Blasonico del Crollalanza col titolo di Nobile di Bologna. Nell'Enciclopedia storico-nobiliare di Vittorio Spreti vengono descritti i comuni ascendenti dei primi due rami sino al nobile Francesco Sessa (1535 - 160...), figlio dei cugini Ettore e Ludovica Sessa e ascendente comune delle due famiglie: dal matrimonio del figlio primogenito Camillo Sessa con la nobile Francesca Daverio sono discesi in linea retta mascolina i Sessa di Daverio, mentre un altro figlio, Gabriele, generò Camilla Sessa che, unitasi in matrimonio con Carlo Sessa, un lontano cugino del ceppo comasco, diede origine ai Sessa di Arzago d'Adda. Ambedue i rami risultano oggi estinti: i primi nei nobili Bianchi di Velate, i secondi nella famiglia Gatti Grami. Qui di seguito si cita la voce dell'Enciclopedia storico-nobiliare:
La nobiltà è attestata in modo sicuro dagli atti notarili, nei quali non solo si attribuiscono secondo i tempi le qualifiche di dominus, nobilis, spectabilis, magnificus dominus e don, ma si parla esplicitamente dei nobiles parentelae de Sessa. V'ha poi un atto del 20 febbraio 1430 relativo ad un compromesso di vertenze intorno a ripartizioni di gravezze d'estimi, dal quale la nobiltà della famiglia appare in modo precipuo. [...] Di più, una persona della stessa famiglia, FRANCESCO Sessa, ottenne il 22 gennaio 1473 la cittadinanza milanese per sé e discendenti, e nella parte espositiva delle lettere patenti relative si narra che dalle informazioni assunte presso il vicario di provvisione di Milano, risultava essere il petente e i suoi figli < nobiles et bone fame et bonis moribus preditos >.
La genealogia comincia da un GIOVANNI, che era già defunto nel 1383. Da lui nacque FRANCESCOLO, già defunto nel 1405 e che fu padre di GABARDO. Da questi nacque FRANCESCO, che a sua volta fu padre di ETTORE, la cui vedova Franceschina ALIPRANDI, qm. Jacopo, nel 1497 era tutrice dei figli minorenni, tra i quali un FRANCESCO, che fu padre di ETTORE, dal quale nacque un altro FRANCESCO, che si sposò il 2 marzo 1568 a Laura Caterina BIUMI.
Da questi discendono, mediante altre sette generazioni, LUIGI e i di lui fratelli ETTORE e CAMILLO, che ottennero il riconoscimento nel 1902, e sono iscritti nel Libro d'Oro della Nob. Ital. e nell'Elenco Uff. Nob. Ital. col titolo di Nobile (mf) ....»

## Tavole genealogiche

### Sessa di Daverio (iscritti nel Libro d'Oro della Nobiltà Italiana)
|                        |                        |                                            |                                            |                                              |                                              |                                                             |                                                             |                                                                                             |                                                                                             | | | | | | | |                                                                                                   |                                                                                |                                                                                    |                                                                                    |                                                                                             |                                                                                             |                                                                                              |                                                                                              |                                                                                         |                                                                                             |                                                                                             | | | | |                                                                             |                                                                             |         |         |                                           |                                           |              |              |                                                    |                                                    |              |              |
|                        |                        |                                            |                                            |                                              |                                              |                                                             |                                                             |                                                                                             |                                                                                             | | | | | | | |                                                                                                   |                                                                                |                                                                                    |                                                                                    |                                                                                             |                                                                                             |                                                                                              |                                                                                              |                                                                                         |                                                                                             |                                                                                             | | Ivano castellano di Sessa 1250 ca. - post 1320                                                       | | |                                                                             |                                                                             |         |         |                                           |                                           |              |              |                                                    |                                                    |              |              |
|                        |                        |                                            |                                            |                                              |                                              |                                                             |                                                             |                                                                                             |                                                                                             | | | | | | | |                                                                                                   |                                                                                |                                                                                    |                                                                                    |                                                                                             |                                                                                             |                                                                                              |                                                                                              |                                                                                         |                                                                                             |                                                                                             | | | | |                                                                             |                                                                             |         |         |                                           |                                           |              |              |                                                    |                                                    |              |              |
|                        |                        |                                            |                                            |                                              |                                              |                                                             |                                                             |                                                                                             |                                                                                             | | | | | | | |                                                                                                   |                                                                                |                                                                                    |                                                                                    |                                                                                             |                                                                                             |                                                                                              |                                                                                              |                                                                                         |                                                                                             |                                                                                             | | | | |                                                                             |                                                                             |         |         |                                           |                                           |              |              |                                                    |                                                    |              |              |
|                        |                        |                                            |                                            |                                              |                                              |                                                             |                                                             |                                                                                             |                                                                                             | | | | | | | |                                                                                                   |                                                                                |                                                                                    |                                                                                    |                                                                                             |                                                                                             |                                                                                              |                                                                                              |                                                                                         |                                                                                             |                                                                                             | | Gabardo già defunto nel 1320                                                                         | | |                                                                             |                                                                             |         |         |                                           |                                           |              |              |                                                    |                                                    |              |              |
|                        |                        |                                            |                                            |                                              |                                              |                                                             |                                                             |                                                                                             |                                                                                             | | | | | | | |                                                                                                   |                                                                                |                                                                                    |                                                                                    |                                                                                             |                                                                                             |                                                                                              |                                                                                              |                                                                                         |                                                                                             |                                                                                             | | | | |                                                                             |                                                                             |         |         |                                           |                                           |              |              |                                                    |                                                    |              |              |
|                        |                        |                                            |                                            |                                              |                                              |                                                             |                                                             |                                                                                             |                                                                                             | | | | | | | |                                                                                                   |                                                                                |                                                                                    |                                                                                    |                                                                                             |                                                                                             |                                                                                              |                                                                                              |                                                                                         |                                                                                             |                                                                                             | | | | |                                                                             |                                                                             |         |         |                                           |                                           |              |              |                                                    |                                                    |              |              |
|                        |                        |                                            |                                            |                                              |                                              |                                                             |                                                             |                                                                                             |                                                                                             | | | | | | | |                                                                                                   |                                                                                |                                                                                    |                                                                                    |                                                                                             |                                                                                             |                                                                                              |                                                                                              |                                                                                         |                                                                                             |                                                                                             | Ruggero adulto in atto del 1320 in cui figura come procuratore per conto del nonno Ivano + post 1372 | Ruggero adulto in atto del 1320 in cui figura come procuratore per conto del nonno Ivano + post 1372 | Giovanni (collocazione incerta) già defunto nel 1383 e capostipite secondo la genealogia presentata alla Consulta araldica | Giovanni (collocazione incerta) già defunto nel 1383 e capostipite secondo la genealogia presentata alla Consulta araldica |                                                                             |                                                                             |         |         |                                           |                                           |              |              |                                                    |                                                    |              |              |
|                        |                        |                                            |                                            |                                              |                                              |                                                             |                                                             |                                                                                             |                                                                                             | | | | | | | |                                                                                                   |                                                                                |                                                                                    |                                                                                    |                                                                                             |                                                                                             |                                                                                              |                                                                                              |                                                                                         |                                                                                             |                                                                                             | | | | |                                                                             |                                                                             |         |         |                                           |                                           |              |              |                                                    |                                                    |              |              |
|                        |                        |                                            |                                            |                                              |                                              |                                                             |                                                             |                                                                                             |                                                                                             | | | | | | | |                                                                                                   |                                                                                |                                                                                    |                                                                                    |                                                                                             |                                                                                             |                                                                                              |                                                                                              |                                                                                         |                                                                                             |                                                                                             | | | | |                                                                             |                                                                             |         |         |                                           |                                           |              |              |                                                    |                                                    |              |              |
|                        |                        |                                            |                                            |                                              |                                              |                                                             |                                                             |                                                                                             |                                                                                             | | | | | | | |                                                                                                   |                                                                                |                                                                                    |                                                                                    |                                                                                             |                                                                                             |                                                                                              |                                                                                              |                                                                                         |                                                                                             |                                                                                             | | | Francescolo morto prima del 1405                                                                                           | |                                                                             |                                                                             |         |         |                                           |                                           |              |              |                                                    |                                                    |              |              |
|                        |                        |                                            |                                            |                                              |                                              |                                                             |                                                             |                                                                                             |                                                                                             | | | | | | | |                                                                                                   |                                                                                |                                                                                    |                                                                                    |                                                                                             |                                                                                             |                                                                                              |                                                                                              |                                                                                         |                                                                                             |                                                                                             | | | | |                                                                             |                                                                             |         |         |                                           |                                           |              |              |                                                    |                                                    |              |              |
|                        |                        |                                            |                                            |                                              |                                              |                                                             |                                                             |                                                                                             |                                                                                             | | | | | | | |                                                                                                   |                                                                                |                                                                                    |                                                                                    |                                                                                             |                                                                                             |                                                                                              |                                                                                              |                                                                                         |                                                                                             |                                                                                             | | | | |                                                                             |                                                                             |         |         |                                           |                                           |              |              |                                                    |                                                    |              |              |
|                        |                        |                                            |                                            |                                              |                                              |                                                             |                                                             |                                                                                             |                                                                                             | | | | | | | |                                                                                                   |                                                                                |                                                                                    |                                                                                    |                                                                                             |                                                                                             | Gabardo morto prima del 1430                                                                 | Gabardo morto prima del 1430                                                                 |                                                                                         |                                                                                             |                                                                                             | | Giovannolo                                                                                           | Giovannolo | |                                                                             |                                                                             |         |         |                                           | Ruggero                                   | Ruggero      |              |                                                    |                                                    |              |              |
|                        |                        |                                            |                                            |                                              |                                              |                                                             |                                                             |                                                                                             |                                                                                             | | | | | | | |                                                                                                   |                                                                                |                                                                                    |                                                                                    |                                                                                             |                                                                                             |                                                                                              |                                                                                              |                                                                                         |                                                                                             |                                                                                             | | | | |                                                                             |                                                                             |         |         |                                           |                                           |              |              |                                                    |                                                    |              |              |
|                        |                        |                                            |                                            |                                              |                                              |                                                             |                                                             |                                                                                             |                                                                                             | | | | | | | |                                                                                                   |                                                                                |                                                                                    |                                                                                    |                                                                                             |                                                                                             |                                                                                              |                                                                                              |                                                                                         |                                                                                             |                                                                                             | | | | |                                                                             |                                                                             |         |         |                                           |                                           |              |              |                                                    |                                                    |              |              |
|                        |                        |                                            |                                            |                                              |                                              |                                                             |                                                             |                                                                                             |                                                                                             | | | | | | | |                                                                                                   |                                                                                |                                                                                    |                                                                                    | Margherita nel 1456 fondò a Daverio la Chiesa di S. Maria nominandone compatroni i fratelli | Margherita nel 1456 fondò a Daverio la Chiesa di S. Maria nominandone compatroni i fratelli | Francesco ottenne la cittadinanza milanese dal Duca di Milano Galeazzo Maria Sforza nel 1473 | Francesco ottenne la cittadinanza milanese dal Duca di Milano Galeazzo Maria Sforza nel 1473 |                                                                                         | Bartolomeo sp. Maddalena Orrigoni, figlia del Nob. Giovanni e sorella di Gabriele           | Bartolomeo sp. Maddalena Orrigoni, figlia del Nob. Giovanni e sorella di Gabriele           | Taddeo Console di Daverio nel 1406                                                                   | Taddeo Console di Daverio nel 1406                                                                   | Paolo | Paolo | Luchina sp. Ardighino Cagnola, Patr. Mil.                                   | Luchina sp. Ardighino Cagnola, Patr. Mil.                                   | Marco   | Marco   | Giovanni già defunto nel 1467             | Giovanni già defunto nel 1467             | Pietro       | Pietro       | Luigi + 1467 sp. Lucia Crivelli, f. del Nob. Marco | Luigi + 1467 sp. Lucia Crivelli, f. del Nob. Marco | Donato       | Donato       |
|                        |                        |                                            |                                            |                                              |                                              |                                                             |                                                             |                                                                                             |                                                                                             | | | | | | | |                                                                                                   |                                                                                |                                                                                    |                                                                                    |                                                                                             |                                                                                             |                                                                                              |                                                                                              |                                                                                         |                                                                                             |                                                                                             | | | | |                                                                             |                                                                             |         |         |                                           |                                           |              |              |                                                    |                                                    |              |              |
|                        |                        |                                            |                                            |                                              |                                              |                                                             |                                                             |                                                                                             |                                                                                             | | | | | | | |                                                                                                   |                                                                                |                                                                                    |                                                                                    |                                                                                             |                                                                                             |                                                                                              |                                                                                              |                                                                                         |                                                                                             |                                                                                             | | | | |                                                                             |                                                                             |         |         |                                           |                                           |              |              |                                                    |                                                    |              |              |
|                        |                        |                                            |                                            |                                              |                                              |                                                             |                                                             |                                                                                             |                                                                                             | | | | | | | |                                                                                                   |                                                                                |                                                                                    |                                                                                    |                                                                                             | Ettore morto prima del 1497 sp. Franceschina Aliprandi, figlia del Nob. Giacomo             | Ettore morto prima del 1497 sp. Franceschina Aliprandi, figlia del Nob. Giacomo              | Caterina (collocazione incerta) sp. Nob. Rolando Mozzoni                                     | Caterina (collocazione incerta) sp. Nob. Rolando Mozzoni                                | 1 Sessa di Gornate · (estinti nel 1802; loro eredi furono i marchesi Medici di Marignano) · | 1 Sessa di Gornate · (estinti nel 1802; loro eredi furono i marchesi Medici di Marignano) · | Giacomo e Giovannolo (fratelli)                                                                      | Giacomo e Giovannolo (fratelli)                                                                      | Giovanni Economo Ducale per il beneficio di S. Vittore a Varese                                                            | Giovanni Economo Ducale per il beneficio di S. Vittore a Varese                                                            |                                                                             |                                                                             |         |         | Giustina conviveva col Nob. Antonio Bossi | Giustina conviveva col Nob. Antonio Bossi | Gian Ruggero | Gian Ruggero | Gian Marco                                         | Gian Marco                                         | Gian Stefano | Gian Stefano |
|                        |                        |                                            |                                            |                                              |                                              |                                                             |                                                             |                                                                                             |                                                                                             | | | | | | | |                                                                                                   |                                                                                |                                                                                    |                                                                                    |                                                                                             |                                                                                             |                                                                                              |                                                                                              |                                                                                         |                                                                                             |                                                                                             | | | | |                                                                             |                                                                             |         |         |                                           |                                           |              |              |                                                    |                                                    |              |              |
|                        |                        |                                            |                                            |                                              |                                              |                                                             |                                                             |                                                                                             |                                                                                             | | | | | | | |                                                                                                   |                                                                                |                                                                                    |                                                                                    |                                                                                             |                                                                                             |                                                                                              |                                                                                              |                                                                                         |                                                                                             |                                                                                             | | | | |                                                                             |                                                                             |         |         |                                           |                                           |              |              |                                                    |                                                    |              |              |
|                        |                        |                                            |                                            |                                              |                                              |                                                             |                                                             |                                                                                             |                                                                                             | | | | | | | |                                                                                                   |                                                                                |                                                                                    |                                                                                    | Francesco fa testamento nel 1524 sp. una figlia del Nob. Ottaviano Bossi di Castel Azzate   | Francesco fa testamento nel 1524 sp. una figlia del Nob. Ottaviano Bossi di Castel Azzate   | Susanna sp. Nob. Andrea Sessa (di Gornate) 1                                                 | Susanna sp. Nob. Andrea Sessa (di Gornate) 1                                                 |                                                                                         |                                                                                             |                                                                                             | | | | |                                                                             |                                                                             |         |         |                                           |                                           |              |              |                                                    |                                                    |              |              |
|                        |                        |                                            |                                            |                                              |                                              |                                                             |                                                             |                                                                                             |                                                                                             | | | | | | | |                                                                                                   |                                                                                |                                                                                    |                                                                                    |                                                                                             |                                                                                             |                                                                                              |                                                                                              |                                                                                         |                                                                                             |                                                                                             | | | | |                                                                             |                                                                             |         |         |                                           |                                           |              |              |                                                    |                                                    |              |              |
|                        |                        |                                            |                                            |                                              |                                              |                                                             |                                                             |                                                                                             |                                                                                             | | | | | | | |                                                                                                   |                                                                                |                                                                                    |                                                                                    |                                                                                             |                                                                                             |                                                                                              |                                                                                              |                                                                                         |                                                                                             |                                                                                             | | | | |                                                                             |                                                                             |         |         |                                           |                                           |              |              |                                                    |                                                    |              |              |
|                        |                        |                                            |                                            |                                              |                                              |                                                             |                                                             |                                                                                             |                                                                                             | Gabriele Giureconsulto Collegiato sp. Sulpizia Torelli Visconti figlia naturale di Achille, Co. del Vicariato di Settimo | Gabriele Giureconsulto Collegiato sp. Sulpizia Torelli Visconti figlia naturale di Achille, Co. del Vicariato di Settimo | | | | | Ettore * 1501 + dopo il 1587 sp. Ludovica Sessa, figlia dei Nobb. Bartolomeo e Caterina Besozzi 1              | Ettore * 1501 + dopo il 1587 sp. Ludovica Sessa, figlia dei Nobb. Bartolomeo e Caterina Besozzi 1 |                                                                                |                                                                                    |                                                                                    | Gio. Giacomo cappellano di Sant'Orsola presso il Castello di Sessa                          | Gio. Giacomo cappellano di Sant'Orsola presso il Castello di Sessa                          |                                                                                              |                                                                                              |                                                                                         | Ottaviano                                                                                   | Ottaviano                                                                                   | | | | | Giovanni Antonio                                                            | Giovanni Antonio                                                            |         |         |                                           |                                           |              |              |                                                    |                                                    |              |              |
|                        |                        |                                            |                                            |                                              |                                              |                                                             |                                                             |                                                                                             |                                                                                             | | | | | | | |                                                                                                   |                                                                                |                                                                                    |                                                                                    |                                                                                             |                                                                                             |                                                                                              |                                                                                              |                                                                                         |                                                                                             |                                                                                             | | | | |                                                                             |                                                                             |         |         |                                           |                                           |              |              |                                                    |                                                    |              |              |
|                        |                        |                                            |                                            |                                              |                                              |                                                             |                                                             |                                                                                             |                                                                                             | | | | | | | |                                                                                                   |                                                                                |                                                                                    |                                                                                    |                                                                                             |                                                                                             |                                                                                              |                                                                                              |                                                                                         |                                                                                             |                                                                                             | | | | |                                                                             |                                                                             |         |         |                                           |                                           |              |              |                                                    |                                                    |              |              |
|                        |                        |                                            |                                            |                                              |                                              |                                                             |                                                             | Laura sp. Giovanni Battista Dugnani, Patr. Mil.                                             | Laura sp. Giovanni Battista Dugnani, Patr. Mil.                                             | Alessandro sp. Luciana Maggiolini, figlia di Mario Maggiolini, Patr. Mil.                                                | Alessandro sp. Luciana Maggiolini, figlia di Mario Maggiolini, Patr. Mil.                                                | Camilla | Camilla | FRANCESCO Questore Ord. Togato e Senatore * 1535 + 160... a sp. Laura Biumi f. di Pietro, Patr. Mil., e della Nob. Francesca Daverio b figli nati fuori dal matrimonio | FRANCESCO Questore Ord. Togato e Senatore * 1535 + 160... a sp. Laura Biumi f. di Pietro, Patr. Mil., e della Nob. Francesca Daverio b figli nati fuori dal matrimonio | Ludovica monaca Suor Corona                                                                                    | Ludovica monaca Suor Corona                                                                       | Isabella                                                                       | Isabella                                                                           |                                                                                    |                                                                                             |                                                                                             |                                                                                              |                                                                                              |                                                                                         |                                                                                             |                                                                                             | | | | | Giovanni Battista sp. 1572 Isabella Bossi, figlia del Nob. Giovanni Alberto | Giovanni Battista sp. 1572 Isabella Bossi, figlia del Nob. Giovanni Alberto |         |         |                                           |                                           |              |              |                                                    |                                                    |              |              |
|                        |                        |                                            |                                            |                                              |                                              |                                                             |                                                             |                                                                                             |                                                                                             | | | | | | | |                                                                                                   |                                                                                |                                                                                    |                                                                                    |                                                                                             |                                                                                             |                                                                                              |                                                                                              |                                                                                         |                                                                                             |                                                                                             | | | | |                                                                             |                                                                             |         |         |                                           |                                           |              |              |                                                    |                                                    |              |              |
|                        |                        |                                            |                                            |                                              |                                              |                                                             |                                                             |                                                                                             |                                                                                             | | | | | | | |                                                                                                   |                                                                                |                                                                                    |                                                                                    |                                                                                             |                                                                                             |                                                                                              |                                                                                              |                                                                                         |                                                                                             |                                                                                             | | | | |                                                                             |                                                                             |         |         |                                           |                                           |              |              |                                                    |                                                    |              |              |
|                        |                        |                                            | b Giustina * 1564                          | b Giustina * 1564                            | b Gabriele (Gabrio) * 157... sp. xxx         | b Gabriele (Gabrio) * 157... sp. xxx                        |                                                             |                                                                                             |                                                                                             | | | a Ludovica * 1568 | a Ludovica * 1568 | | | |                                                                                                   |                                                                                | a Camillo Ottaviano *1570+1655 sp. Francesca Daverio, figlia del Nob. Pietro Maria | a Camillo Ottaviano *1570+1655 sp. Francesca Daverio, figlia del Nob. Pietro Maria |                                                                                             | a Isabella * 1571 sp. Nob. Alessandro Sessa (di Gornate) 1                                  | a Isabella * 1571 sp. Nob. Alessandro Sessa (di Gornate) 1                                   |                                                                                              |                                                                                         | a Cesare * 1573 sp. Anna Selvatico, figlia del Co. Pal. Battista                            | a Cesare * 1573 sp. Anna Selvatico, figlia del Co. Pal. Battista                            | Gerolamo                                                                                             | Gerolamo                                                                                             | Giulio Cesare | Giulio Cesare | Pietro Francesco                                                            | Pietro Francesco                                                            | Barbara | Barbara | Dorotea                                   | Dorotea                                   |              |              |                                                    |                                                    |              |              |
|                        |                        |                                            |                                            |                                              |                                              |                                                             |                                                             |                                                                                             |                                                                                             | | | | | | | |                                                                                                   |                                                                                |                                                                                    |                                                                                    |                                                                                             |                                                                                             |                                                                                              |                                                                                              |                                                                                         |                                                                                             |                                                                                             | | | | |                                                                             |                                                                             |         |         |                                           |                                           |              |              |                                                    |                                                    |              |              |
|                        |                        |                                            |                                            |                                              |                                              |                                                             |                                                             |                                                                                             |                                                                                             | | | | | | | |                                                                                                   |                                                                                |                                                                                    |                                                                                    |                                                                                             |                                                                                             |                                                                                              |                                                                                              |                                                                                         |                                                                                             |                                                                                             | | | | |                                                                             |                                                                             |         |         |                                           |                                           |              |              |                                                    |                                                    |              |              |
|                        |                        |                                            |                                            | Gabriele (Gabrio) + 1683 Prevosto di Dairago | Gabriele (Gabrio) + 1683 Prevosto di Dairago | Camilla + prima del 1683 sp. Nob. Carlo Sessa (di Como)     | Camilla + prima del 1683 sp. Nob. Carlo Sessa (di Como)     |                                                                                             |                                                                                             | | | | | | Francesco * 1606 + 1668 sp. Agata Bossi f. di Pietro, Signore di Castell'Azzate, e della Nob. Barbara Pusterla                                                         | Francesco * 1606 + 1668 sp. Agata Bossi f. di Pietro, Signore di Castell'Azzate, e della Nob. Barbara Pusterla | Pietro Maria * 1619 sp. Angela Bernascone, figlia di Bartolomeo                                   | Pietro Maria * 1619 sp. Angela Bernascone, figlia di Bartolomeo                | Ippolita * 1623 sp. nel 1646 Nob. Cesare Castiglioni                               | Ippolita * 1623 sp. nel 1646 Nob. Cesare Castiglioni                               | Giulia sp. Nob. Giovanni Piccinelli                                                         | Giulia sp. Nob. Giovanni Piccinelli                                                         |                                                                                              | Carlo (collocazione incerta)                                                                 | Carlo (collocazione incerta)                                                            | 2 Sessa (linea patrizia di Milano) ·                                                        | 2 Sessa (linea patrizia di Milano) ·                                                        | | | | |                                                                             |                                                                             |         |         |                                           |                                           |              |              |                                                    |                                                    |              |              |
|                        |                        |                                            |                                            |                                              |                                              |                                                             |                                                             |                                                                                             |                                                                                             | | | | | | | |                                                                                                   |                                                                                |                                                                                    |                                                                                    |                                                                                             |                                                                                             |                                                                                              |                                                                                              |                                                                                         |                                                                                             |                                                                                             | | | | |                                                                             |                                                                             |         |         |                                           |                                           |              |              |                                                    |                                                    |              |              |
|                        |                        |                                            |                                            |                                              |                                              |                                                             |                                                             |                                                                                             |                                                                                             | | | | | | | |                                                                                                   |                                                                                |                                                                                    |                                                                                    |                                                                                             |                                                                                             |                                                                                              |                                                                                              |                                                                                         |                                                                                             |                                                                                             | | | | |                                                                             |                                                                             |         |         |                                           |                                           |              |              |                                                    |                                                    |              |              |
|                        |                        |                                            |                                            | Bianca figlia illegittima                    | Bianca figlia illegittima                    | 3 Sessa di Arzago d'Adda · (v. tabella successiva) ·        | 3 Sessa di Arzago d'Adda · (v. tabella successiva) ·        | Giovanni Battista * 1634 + dopo il 1683 sp. Isabella Bocconi (sorella di un Giulio)         | Giovanni Battista * 1634 + dopo il 1683 sp. Isabella Bocconi (sorella di un Giulio)         | | | | Vittoria * 1638 | Vittoria * 1638 | | |                                                                                                   | Camillo * 1641 + 1716 a sp. Nob. Anna Pusterla b sp. Nob. Maria Anna de Castro | Camillo * 1641 + 1716 a sp. Nob. Anna Pusterla b sp. Nob. Maria Anna de Castro     | Ettore * 1643 + 1670 circa                                                         | Ettore * 1643 + 1670 circa                                                                  | Carlo Maria * 1649 + dopo il 1683                                                           | Carlo Maria * 1649 + dopo il 1683                                                            | Antonio Console di Daverio sp. 1671 Maria Bossi, f. del Nob. Mario e Paola Ghiringhelli      | Antonio Console di Daverio sp. 1671 Maria Bossi, f. del Nob. Mario e Paola Ghiringhelli |                                                                                             |                                                                                             | | | | |                                                                             |                                                                             |         |         |                                           |                                           |              |              |                                                    |                                                    |              |              |
|                        |                        |                                            |                                            |                                              |                                              |                                                             |                                                             |                                                                                             |                                                                                             | | | | | | | |                                                                                                   |                                                                                |                                                                                    |                                                                                    |                                                                                             |                                                                                             |                                                                                              |                                                                                              |                                                                                         |                                                                                             |                                                                                             | | | | |                                                                             |                                                                             |         |         |                                           |                                           |              |              |                                                    |                                                    |              |              |
|                        |                        |                                            |                                            |                                              |                                              |                                                             |                                                             |                                                                                             |                                                                                             | | | | | | | |                                                                                                   |                                                                                |                                                                                    |                                                                                    |                                                                                             |                                                                                             |                                                                                              |                                                                                              |                                                                                         |                                                                                             |                                                                                             | | | | |                                                                             |                                                                             |         |         |                                           |                                           |              |              |                                                    |                                                    |              |              |
|                        |                        |                                            |                                            |                                              |                                              |                                                             |                                                             | Giulio sp. Vittoria Bossi, figlia dei Nobb. Francesco e Bianca Bossi                        | Giulio sp. Vittoria Bossi, figlia dei Nobb. Francesco e Bianca Bossi                        | | | | | | a Paolo Gerolamo * 1670 | a Paolo Gerolamo * 1670                                                                                        | a Giovanni *1672+1721 sp. nel 1708 Sofia Seregni figlia del Nob. Gio. Giacomo                     | a Giovanni *1672+1721 sp. nel 1708 Sofia Seregni figlia del Nob. Gio. Giacomo  | a Luigi * 1679                                                                     | a Luigi * 1679                                                                     | a Antonio Francesco * 1682                                                                  | a Antonio Francesco * 1682                                                                  |                                                                                              |                                                                                              |                                                                                         |                                                                                             |                                                                                             | | | | |                                                                             |                                                                             |         |         |                                           |                                           |              |              |                                                    |                                                    |              |              |
|                        |                        |                                            |                                            |                                              |                                              |                                                             |                                                             |                                                                                             |                                                                                             | | | | | | | |                                                                                                   |                                                                                |                                                                                    |                                                                                    |                                                                                             |                                                                                             |                                                                                              |                                                                                              |                                                                                         |                                                                                             |                                                                                             | | | | |                                                                             |                                                                             |         |         |                                           |                                           |              |              |                                                    |                                                    |              |              |
|                        |                        |                                            |                                            |                                              |                                              |                                                             |                                                             |                                                                                             |                                                                                             | | | | | | | |                                                                                                   |                                                                                |                                                                                    |                                                                                    |                                                                                             |                                                                                             |                                                                                              |                                                                                              |                                                                                         |                                                                                             |                                                                                             | | | | |                                                                             |                                                                             |         |         |                                           |                                           |              |              |                                                    |                                                    |              |              |
|                        |                        |                                            |                                            |                                              |                                              |                                                             | Giovanni Battista                                           | Giovanni Battista                                                                           | Felice sp. Rosa Bianchi, f. dei Nobb. Gerolamo e Isabella Castiglioni                       | Felice sp. Rosa Bianchi, f. dei Nobb. Gerolamo e Isabella Castiglioni                                                    | | Antonio Francesco *1709+1785 sp. nel 1741 Rosa Bossi figlia dei Nobb. Gio. Angelo e Francesca Bossi                           | Antonio Francesco *1709+1785 sp. nel 1741 Rosa Bossi figlia dei Nobb. Gio. Angelo e Francesca Bossi                           | Marianna | Marianna | Lucia sp. Carlo Giuseppe (?) Fontana                                                                           | Lucia sp. Carlo Giuseppe (?) Fontana                                                              | Lucrezia (testamento del 1788) sp. Giovanni Bombognini                         | Lucrezia (testamento del 1788) sp. Giovanni Bombognini                             | Luigia                                                                             | Luigia                                                                                      | Camillo                                                                                     | Camillo                                                                                      |                                                                                              |                                                                                         |                                                                                             |                                                                                             | | | | |                                                                             |                                                                             |         |         |                                           |                                           |              |              |                                                    |                                                    |              |              |
|                        |                        |                                            |                                            |                                              |                                              |                                                             |                                                             |                                                                                             |                                                                                             | | | | | | | |                                                                                                   |                                                                                |                                                                                    |                                                                                    |                                                                                             |                                                                                             |                                                                                              |                                                                                              |                                                                                         |                                                                                             |                                                                                             | | | | |                                                                             |                                                                             |         |         |                                           |                                           |              |              |                                                    |                                                    |              |              |
|                        |                        |                                            |                                            |                                              |                                              |                                                             |                                                             |                                                                                             |                                                                                             | | | | | | | |                                                                                                   |                                                                                |                                                                                    |                                                                                    |                                                                                             |                                                                                             |                                                                                              |                                                                                              |                                                                                         |                                                                                             |                                                                                             | | | | |                                                                             |                                                                             |         |         |                                           |                                           |              |              |                                                    |                                                    |              |              |
|                        |                        |                                            |                                            |                                              |                                              |                                                             |                                                             | Vittoria sp. Nob. Filippo Bianchi                                                           | Vittoria sp. Nob. Filippo Bianchi                                                           | Giovanna | Giovanna | Luigi *1751+1828 a sp. Ippolita Bianchi f. dei Nobb. Battista e Gerolama della Croce b sp. Rosa Bianchi (sorella di Ippolita) | Luigi *1751+1828 a sp. Ippolita Bianchi f. dei Nobb. Battista e Gerolama della Croce b sp. Rosa Bianchi (sorella di Ippolita) | | | |                                                                                                   |                                                                                |                                                                                    |                                                                                    |                                                                                             | Giovanni + dopo il 1822 sacerdote                                                           | Giovanni + dopo il 1822 sacerdote                                                            |                                                                                              |                                                                                         |                                                                                             |                                                                                             | | | | |                                                                             |                                                                             |         |         |                                           |                                           |              |              |                                                    |                                                    |              |              |
|                        |                        |                                            |                                            |                                              |                                              |                                                             |                                                             |                                                                                             |                                                                                             | | | | | | | |                                                                                                   |                                                                                |                                                                                    |                                                                                    |                                                                                             |                                                                                             |                                                                                              |                                                                                              |                                                                                         |                                                                                             |                                                                                             | | | | |                                                                             |                                                                             |         |         |                                           |                                           |              |              |                                                    |                                                    |              |              |
|                        |                        |                                            |                                            |                                              |                                              |                                                             |                                                             |                                                                                             |                                                                                             | | | | | | | |                                                                                                   |                                                                                |                                                                                    |                                                                                    |                                                                                             |                                                                                             |                                                                                              |                                                                                              |                                                                                         |                                                                                             |                                                                                             | | | | |                                                                             |                                                                             |         |         |                                           |                                           |              |              |                                                    |                                                    |              |              |
|                        |                        |                                            |                                            | a Ettore sacerdote                           | a Ettore sacerdote                           | a Filippo Arciprete della Collegiata di S. Vittore a Varese | a Filippo Arciprete della Collegiata di S. Vittore a Varese | a Gabardo *1794+184... a sp. Carolina Gatti fu Giacomo b sp. Angiola Bossi fu Nob. Galeazzo | a Gabardo *1794+184... a sp. Carolina Gatti fu Giacomo b sp. Angiola Bossi fu Nob. Galeazzo | a Antonio sacerdote a Villadosia                                                                                         | a Antonio sacerdote a Villadosia                                                                                         | a Rosa sp. Francesco Corti | a Rosa sp. Francesco Corti | a Luigia + 1842 Dama del Nob. Collegio della Guastalla | a Luigia + 1842 Dama del Nob. Collegio della Guastalla | a Sofia | a Sofia                                                                                           | a Isabella                                                                     | a Isabella                                                                         | a Giovanna                                                                         | a Giovanna                                                                                  |                                                                                             |                                                                                              |                                                                                              |                                                                                         |                                                                                             |                                                                                             | | | | |                                                                             |                                                                             |         |         |                                           |                                           |              |              |                                                    |                                                    |              |              |
|                        |                        |                                            |                                            |                                              |                                              |                                                             |                                                             |                                                                                             |                                                                                             | | | | | | | |                                                                                                   |                                                                                |                                                                                    |                                                                                    |                                                                                             |                                                                                             |                                                                                              |                                                                                              |                                                                                         |                                                                                             |                                                                                             | | | | |                                                                             |                                                                             |         |         |                                           |                                           |              |              |                                                    |                                                    |              |              |
|                        |                        |                                            |                                            |                                              |                                              |                                                             |                                                             |                                                                                             |                                                                                             | | | | | | | |                                                                                                   |                                                                                |                                                                                    |                                                                                    |                                                                                             |                                                                                             |                                                                                              |                                                                                              |                                                                                         |                                                                                             |                                                                                             | | | | |                                                                             |                                                                             |         |         |                                           |                                           |              |              |                                                    |                                                    |              |              |
|                        |                        | a Cesare *1822+1888 sacerdote              | a Cesare *1822+1888 sacerdote              | a Luigi *1824+1915 sp. Irene de Bernardi     | a Luigi *1824+1915 sp. Irene de Bernardi     | a Ippolita                                                  | a Ippolita                                                  | b Ettore *1830+1907                                                                         | b Ettore *1830+1907                                                                         | b Marianna *1831 | b Marianna *1831 | b Carolina *1833 Dama del Nob. Collegio della Guastalla                                                                       | b Carolina *1833 Dama del Nob. Collegio della Guastalla                                                                       | b Camillo *1835+1913 sacerdote | b Camillo *1835+1913 sacerdote | |                                                                                                   |                                                                                |                                                                                    |                                                                                    |                                                                                             |                                                                                             |                                                                                              |                                                                                              |                                                                                         |                                                                                             |                                                                                             | | | | |                                                                             |                                                                             |         |         |                                           |                                           |              |              |                                                    |                                                    |              |              |
|                        |                        |                                            |                                            |                                              |                                              |                                                             |                                                             |                                                                                             |                                                                                             | | | | | | | |                                                                                                   |                                                                                |                                                                                    |                                                                                    |                                                                                             |                                                                                             |                                                                                              |                                                                                              |                                                                                         |                                                                                             |                                                                                             | | | | |                                                                             |                                                                             |         |         |                                           |                                           |              |              |                                                    |                                                    |              |              |
|                        |                        |                                            |                                            |                                              |                                              |                                                             |                                                             |                                                                                             |                                                                                             | | | | | | | |                                                                                                   |                                                                                |                                                                                    |                                                                                    |                                                                                             |                                                                                             |                                                                                              |                                                                                              |                                                                                         |                                                                                             |                                                                                             | | | | |                                                                             |                                                                             |         |         |                                           |                                           |              |              |                                                    |                                                    |              |              |
| Fiorbellina *1852+1945 | Fiorbellina *1852+1945 | Ippolita *1853+1932 sp. Vincenzo Simonetta | Ippolita *1853+1932 sp. Vincenzo Simonetta | Carlo *1855+1914                             | Carlo *1855+1914                             | Ettore *1863+1892                                           | Ettore *1863+1892                                           | Guido *1866+1945 sp. Virginia de Ponti                                                      | Guido *1866+1945 sp. Virginia de Ponti                                                      | | | | | | | |                                                                                                   |                                                                                |                                                                                    |                                                                                    |                                                                                             |                                                                                             |                                                                                              |                                                                                              |                                                                                         |                                                                                             |                                                                                             | | | | |                                                                             |                                                                             |         |         |                                           |                                           |              |              |                                                    |                                                    |              |              |
|                        |                        |                                            |                                            |                                              |                                              |                                                             |                                                             |                                                                                             |                                                                                             | | | | | | | |                                                                                                   |                                                                                |                                                                                    |                                                                                    |                                                                                             |                                                                                             |                                                                                              |                                                                                              |                                                                                         |                                                                                             |                                                                                             | | | | |                                                                             |                                                                             |         |         |                                           |                                           |              |              |                                                    |                                                    |              |              |
|                        |                        |                                            |                                            |                                              |                                              |                                                             |                                                             |                                                                                             |                                                                                             | | | | | | | |                                                                                                   |                                                                                |                                                                                    |                                                                                    |                                                                                             |                                                                                             |                                                                                              |                                                                                              |                                                                                         |                                                                                             |                                                                                             | | | | |                                                                             |                                                                             |         |         |                                           |                                           |              |              |                                                    |                                                    |              |              |
|                        |                        |                                            |                                            |                                              |                                              |                                                             |                                                             | Gabardo *1903+1920                                                                          |                                                                                             | | | | | | | |                                                                                                   |                                                                                |                                                                                    |                                                                                    |                                                                                             |                                                                                             |                                                                                              |                                                                                              |                                                                                         |                                                                                             |                                                                                             | | | | |                                                                             |                                                                             |         |         |                                           |                                           |              |              |                                                    |                                                    |              |              |

### Sessa di Daverio (linea di Gornate Olona)
| | | | |                      | | | | | |                                  |                                  |                                 |         |
| | | | |                      | | | | | · 1 Bartolomeo Sessa · (figlio di Gabardo) · vivente nel 1456 · sp. Maddalena Orrigoni, figlia del Nob. Giovanni · |                                  |                                  |                                 |         |
| | | | |                      | | | | | |                                  |                                  |                                 |         |
| | | | |                      | | | | | |                                  |                                  |                                 |         |
| | | | |                      | | | Tommaso | Tommaso | | Giacomo notaio a Milano          | Giacomo notaio a Milano          | Antonio                         | Antonio |
| | | | |                      | | | | | |                                  |                                  |                                 |         |
| | | | |                      | | | | | |                                  |                                  |                                 |         |
| | | | |                      | | Bartolomeo sp. Caterina Besozzi, figlia del Nob. Giacomo                                                                                 | Bartolomeo sp. Caterina Besozzi, figlia del Nob. Giacomo                                                                                 | Andrea sp. Susanna Sessa, figlia dei Nobb. Ettore e Franceschina Aliprandi (vedi tab. precedente)                                        | Andrea sp. Susanna Sessa, figlia dei Nobb. Ettore e Franceschina Aliprandi (vedi tab. precedente)                  | Giovanni Antonio notaio a Milano | Giovanni Antonio notaio a Milano |                                 |         |
| | | | |                      | | | | | |                                  |                                  |                                 |         |
| | | | |                      | | | | | |                                  |                                  |                                 |         |
| | | | |                      | Giovanni Giacomo vivente nel 1547 sp. Giustina Visconti Borromeo, figlia naturale di Cesare, Signore di Albizzate e Brebbia e Patr. Mil. | Giovanni Giacomo vivente nel 1547 sp. Giustina Visconti Borromeo, figlia naturale di Cesare, Signore di Albizzate e Brebbia e Patr. Mil. | Ludovica sp. Nob. Ettore Sessa *1501 +1587 (vedi tab. precedente)                                                                        | Ludovica sp. Nob. Ettore Sessa *1501 +1587 (vedi tab. precedente)                                                                        | Pietro Francesco                                                                                                   | Pietro Francesco                 | Giacomo Antonio notaio a Milano  | Giacomo Antonio notaio a Milano |         |
| | | | |                      | | | | | |                                  |                                  |                                 |         |
| | | | |                      | | | | | |                                  |                                  |                                 |         |
| Bartolomeo * 1550 + 1623 Fra' Pietro dell'Ordine dei Barnabiti; morto in odore di santità, fu dichiarato Venerabile | Bartolomeo * 1550 + 1623 Fra' Pietro dell'Ordine dei Barnabiti; morto in odore di santità, fu dichiarato Venerabile | Baldassarre * 1552 | Baldassarre * 1552 | Giovanni Battista    | Giovanni Battista | Alessandro * 1562 sp. Isabella Sessa, figlia di Francesco, Patr. Mil. e della Nob. Laura Biumi (vedi tab. precedente)                    | Alessandro * 1562 sp. Isabella Sessa, figlia di Francesco, Patr. Mil. e della Nob. Laura Biumi (vedi tab. precedente)                    | Caterina sp. Francesco Mangano | Caterina sp. Francesco Mangano                                                                                     | Cornelia                         | Cornelia                         |                                 |         |
| | | | |                      | | | | | |                                  |                                  |                                 |         |
| | | | |                      | | | | | |                                  |                                  |                                 |         |
| | | | |                      | Giacomo Antonio * 1599 | Giacomo Antonio * 1599 | Bartolomeo * 1609 sp. nel 1651 Ippolita Medici, figlia di Battista, 5º Marchese di Marignano, e di Isotta Visconti dei Signori di Jerago | Bartolomeo * 1609 sp. nel 1651 Ippolita Medici, figlia di Battista, 5º Marchese di Marignano, e di Isotta Visconti dei Signori di Jerago | |                                  |                                  |                                 |         |
| | | | |                      | | | | | |                                  |                                  |                                 |         |
| | | | |                      | | | | | |                                  |                                  |                                 |         |
| | | | | Anna Isabella * 1652 | Anna Isabella * 1652 | Alessandro sp. Camilla de Paoli, figlia del Fisico Gaspare                                                                               | Alessandro sp. Camilla de Paoli, figlia del Fisico Gaspare                                                                               | Bartolomeo * 1661 nel 1701 è eletto dai consorti Sessa cappellano beneficiato di S. Maria                                                | Bartolomeo * 1661 nel 1701 è eletto dai consorti Sessa cappellano beneficiato di S. Maria                          | Giulio Gaspare * 1663            | Giulio Gaspare * 1663            |                                 |         |
| | | | |                      | | | | | |                                  |                                  |                                 |         |
| | | | |                      | | | | | |                                  |                                  |                                 |         |
| | | | |                      | | Giulio Gaspare + dopo il 1741 erede del fidecommesso Aguggiari; sp. Lucrezia Castiglioni, figlia del Nob. Claudio                        | | | |                                  |                                  |                                 |         |
| | | | |                      | | | | | |                                  |                                  |                                 |         |
| | | | |                      | | | | | |                                  |                                  |                                 |         |
| | | Bartolomeo Fra' Cosimo dell'Ordine degli Olivetani Abate di S. Pietro in Cremona e Presidente della Congregazione in Lombardia | Bartolomeo Fra' Cosimo dell'Ordine degli Olivetani Abate di S. Pietro in Cremona e Presidente della Congregazione in Lombardia | Diego                | Diego | Giacomo + 1802 sacerdote estintasi con lui la linea, divenne suo erede il cugino Carlo Medici, 9º Marchese di Marignano                  | Giacomo + 1802 sacerdote estintasi con lui la linea, divenne suo erede il cugino Carlo Medici, 9º Marchese di Marignano                  | Alessandro + 1783 Canonico Ordinario del Duomo di Milano e Penitenziere Maggiore Oblato                                                  | Alessandro + 1783 Canonico Ordinario del Duomo di Milano e Penitenziere Maggiore Oblato                            | Giuseppe                         | Giuseppe                         |                                 |         |

### Sessa di Daverio (linea patrizia di Milano)
|                                          |                                          |                                                 |                                                 |                   | | |                              | |                          |            |            |               |               |                                                        |                                                        |             |             |
|                                          |                                          |                                                 |                                                 |                   | | |                              | · 2 Sessa di Daverio · |                          |            |            |               |               |                                                        |                                                        |             |             |
|                                          |                                          |                                                 |                                                 |                   | | |                              | |                          |            |            |               |               |                                                        |                                                        |             |             |
|                                          |                                          |                                                 |                                                 |                   | | |                              | |                          |            |            |               |               |                                                        |                                                        |             |             |
|                                          |                                          |                                                 |                                                 |                   | | |                              | Cesare (figlio di Francesco) * 1573 + post 1639 Giureconsulto e Giudice delle Monete sp. Anna Selvatico, figlia del Co. Pal. Battista, Fisico Collegiato |                          |            |            |               |               |                                                        |                                                        |             |             |
|                                          |                                          |                                                 |                                                 |                   | | |                              | |                          |            |            |               |               |                                                        |                                                        |             |             |
|                                          |                                          |                                                 |                                                 |                   | | |                              | |                          |            |            |               |               |                                                        |                                                        |             |             |
|                                          | Giulio (testamento 1678)                 | Giulio (testamento 1678)                        | Pietro sacerdote                                | Pietro sacerdote  | Ettore + 167... Fisico Collegiato e Conservatore del Tribunale Supremo della Sanità del Ducato di Milano sp. Anna Cleopatra Martignoni, figlia del Nob. Rolando | Ettore + 167... Fisico Collegiato e Conservatore del Tribunale Supremo della Sanità del Ducato di Milano sp. Anna Cleopatra Martignoni, figlia del Nob. Rolando |                              | |                          |            |            |               | Battista      | Battista                                               | Paolo                                                  | Paolo       |             |
|                                          |                                          |                                                 |                                                 |                   | | |                              | |                          |            |            |               |               |                                                        |                                                        |             |             |
|                                          |                                          |                                                 |                                                 |                   | | |                              | |                          |            |            |               |               |                                                        |                                                        |             |             |
| Cesare Giureconsulto sp. Marianna Ciocca | Cesare Giureconsulto sp. Marianna Ciocca | Laura sp. Giacomo Filippo Pogliaghi, Patr. Mil. | Laura sp. Giacomo Filippo Pogliaghi, Patr. Mil. | Carlo * 1645      | Carlo * 1645 | Pietro Dante notaio a Milano | Pietro Dante notaio a Milano | Giuseppe notaio a Milano | Giuseppe notaio a Milano | Margherita | Margherita | Felice * 1669 | Felice * 1669 | Carlo Maria sp. a Paola Castiglioni sp. b xxx Visconti | Carlo Maria sp. a Paola Castiglioni sp. b xxx Visconti |             |             |
|                                          |                                          |                                                 |                                                 |                   | | |                              | |                          |            |            |               |               |                                                        |                                                        |             |             |
|                                          |                                          |                                                 |                                                 |                   | | |                              | |                          |            |            |               |               |                                                        |                                                        |             |             |
| Antonio sp. Nob. Elena Griffi            | Antonio sp. Nob. Elena Griffi            |                                                 | Antonio Francesco                               | Antonio Francesco | Giuseppe | Giuseppe |                              | |                          |            |            | a Battista    | a Battista    | a Pietro Paolo Fisico Collegiato                       | a Pietro Paolo Fisico Collegiato                       | a Francesco | a Francesco |

### Sessa di Arzago (censiti dall'Annuario della Nobiltà Italiana)
|                                                                                   |                                                                                   |                                                                  |                                                                  |                                                                                                  |                                                                                                  |                                                                                              |                                                                                              |                                                                                        |                                                                                        |                                                                          |                                                                          | | |                                                                                            |                                                                                            | |                                                                            |                                                           |                                                              |                                                              |                                               |                                               |                                    |                                        |                                                |                                                |                   |                  |                  |
|                                                                                   |                                                                                   |                                                                  |                                                                  |                                                                                                  |                                                                                                  |                                                                                              |                                                                                              |                                                                                        |                                                                                        |                                                                          |                                                                          | | |                                                                                            |                                                                                            | Pietro * 155... |                                                                            |                                                           |                                                              |                                                              |                                               |                                               |                                    |                                        |                                                |                                                |                   |                  |                  |
|                                                                                   |                                                                                   |                                                                  |                                                                  |                                                                                                  |                                                                                                  |                                                                                              |                                                                                              |                                                                                        |                                                                                        |                                                                          |                                                                          | | |                                                                                            |                                                                                            | |                                                                            |                                                           |                                                              |                                                              |                                               |                                               |                                    |                                        |                                                |                                                |                   |                  |                  |
|                                                                                   |                                                                                   |                                                                  |                                                                  |                                                                                                  |                                                                                                  |                                                                                              |                                                                                              |                                                                                        |                                                                                        |                                                                          |                                                                          | | |                                                                                            |                                                                                            | |                                                                            |                                                           |                                                              |                                                              |                                               |                                               |                                    |                                        |                                                |                                                |                   |                  |                  |
|                                                                                   |                                                                                   |                                                                  |                                                                  |                                                                                                  |                                                                                                  |                                                                                              |                                                                                              |                                                                                        |                                                                                        |                                                                          |                                                                          | | |                                                                                            |                                                                                            | Carlo · nobile cittadino comasco dal 1621, sposa: · Camilla Sessa, figlia di Gabriele · (vedi sopra Sessa di Daverio) · 3 |                                                                            |                                                           |                                                              |                                                              |                                               |                                               |                                    |                                        |                                                |                                                |                   |                  |                  |
|                                                                                   |                                                                                   |                                                                  |                                                                  |                                                                                                  |                                                                                                  |                                                                                              |                                                                                              |                                                                                        |                                                                                        |                                                                          |                                                                          | | |                                                                                            |                                                                                            | |                                                                            |                                                           |                                                              |                                                              |                                               |                                               |                                    |                                        |                                                |                                                |                   |                  |                  |
|                                                                                   |                                                                                   |                                                                  |                                                                  |                                                                                                  |                                                                                                  |                                                                                              |                                                                                              |                                                                                        |                                                                                        |                                                                          |                                                                          | | |                                                                                            |                                                                                            | |                                                                            |                                                           |                                                              |                                                              |                                               |                                               |                                    |                                        |                                                |                                                |                   |                  |                  |
|                                                                                   |                                                                                   |                                                                  |                                                                  |                                                                                                  |                                                                                                  |                                                                                              |                                                                                              |                                                                                        |                                                                                        |                                                                          |                                                                          | | |                                                                                            | Camillo Canonico Mansionario del Duomo di Como                                             | Camillo Canonico Mansionario del Duomo di Como                                                                            | Francesco * 162... + dopo il 1695 sp. Antonia Castiglioni                  | Francesco * 162... + dopo il 1695 sp. Antonia Castiglioni |                                                              |                                                              |                                               |                                               |                                    |                                        |                                                |                                                |                   |                  |                  |
|                                                                                   |                                                                                   |                                                                  |                                                                  |                                                                                                  |                                                                                                  |                                                                                              |                                                                                              |                                                                                        |                                                                                        |                                                                          |                                                                          | | |                                                                                            |                                                                                            | |                                                                            |                                                           |                                                              |                                                              |                                               |                                               |                                    |                                        |                                                |                                                |                   |                  |                  |
|                                                                                   |                                                                                   |                                                                  |                                                                  |                                                                                                  |                                                                                                  |                                                                                              |                                                                                              |                                                                                        |                                                                                        |                                                                          |                                                                          | | |                                                                                            |                                                                                            | |                                                                            |                                                           |                                                              |                                                              |                                               |                                               |                                    |                                        |                                                |                                                |                   |                  |                  |
|                                                                                   |                                                                                   |                                                                  |                                                                  |                                                                                                  |                                                                                                  |                                                                                              |                                                                                              |                                                                                        |                                                                                        |                                                                          |                                                                          | | |                                                                                            |                                                                                            | Stefano Canonico, poi Decano del Collegio dei Mansionari nel Duomo di Como                                                | Stefano Canonico, poi Decano del Collegio dei Mansionari nel Duomo di Como | Carlo * 1648 + 1698 sp. Anna Maria Farina                 | Carlo * 1648 + 1698 sp. Anna Maria Farina                    |                                                              |                                               |                                               |                                    |                                        |                                                |                                                |                   |                  |                  |
|                                                                                   |                                                                                   |                                                                  |                                                                  |                                                                                                  |                                                                                                  |                                                                                              |                                                                                              |                                                                                        |                                                                                        |                                                                          |                                                                          | | |                                                                                            |                                                                                            | |                                                                            |                                                           |                                                              |                                                              |                                               |                                               |                                    |                                        |                                                |                                                |                   |                  |                  |
|                                                                                   |                                                                                   |                                                                  |                                                                  |                                                                                                  |                                                                                                  |                                                                                              |                                                                                              |                                                                                        |                                                                                        |                                                                          |                                                                          | | |                                                                                            |                                                                                            | |                                                                            |                                                           |                                                              |                                                              |                                               |                                               |                                    |                                        |                                                |                                                |                   |                  |                  |
|                                                                                   |                                                                                   |                                                                  |                                                                  |                                                                                                  |                                                                                                  |                                                                                              |                                                                                              |                                                                                        |                                                                                        |                                                                          |                                                                          | | Angela Benedetta sp. nel 1686 Nobile Melchiorre Caldara                                                                        | Angela Benedetta sp. nel 1686 Nobile Melchiorre Caldara                                    | Giuseppe * 1673 + ante 173... sp. nel 1699 Livia Binaghi, figlia di Giovanni               | Giuseppe * 1673 + ante 173... sp. nel 1699 Livia Binaghi, figlia di Giovanni                                              | Maria Teresa * 1675 sp. nel 1695 Nobile Clemente Caldara                   | Maria Teresa * 1675 sp. nel 1695 Nobile Clemente Caldara  | Alessandro *1677+1754 Canonico Mansionario del Duomo di Como | Alessandro *1677+1754 Canonico Mansionario del Duomo di Como | Antonia Francesca * 1683 sp. Francesco Catena | Antonia Francesca * 1683 sp. Francesco Catena | Pietro Antonio sp. Cecilia ......? | Pietro Antonio sp. Cecilia ......?     |                                                |                                                |                   |                  |                  |
|                                                                                   |                                                                                   |                                                                  |                                                                  |                                                                                                  |                                                                                                  |                                                                                              |                                                                                              |                                                                                        |                                                                                        |                                                                          |                                                                          | | |                                                                                            |                                                                                            | |                                                                            |                                                           |                                                              |                                                              |                                               |                                               |                                    |                                        |                                                |                                                |                   |                  |                  |
|                                                                                   |                                                                                   |                                                                  |                                                                  |                                                                                                  |                                                                                                  |                                                                                              |                                                                                              |                                                                                        |                                                                                        |                                                                          |                                                                          | | |                                                                                            |                                                                                            | |                                                                            |                                                           |                                                              |                                                              |                                               |                                               |                                    |                                        |                                                |                                                |                   |                  |                  |
|                                                                                   |                                                                                   |                                                                  |                                                                  |                                                                                                  |                                                                                                  |                                                                                              |                                                                                              |                                                                                        |                                                                                        |                                                                          |                                                                          | Carlo *1701+1792 Regio Delegato e Luogotenente di Como sp. nel 1737 Angiola Peri, figlia del Nob. Giovanni e Maddalena Maesani | Carlo *1701+1792 Regio Delegato e Luogotenente di Como sp. nel 1737 Angiola Peri, figlia del Nob. Giovanni e Maddalena Maesani | Giacomo * 1707 + 178... sacerdote titolare del beneficio di S. Caterina in Brignano d'Adda | Giacomo * 1707 + 178... sacerdote titolare del beneficio di S. Caterina in Brignano d'Adda | Caterina * 1711 + 1788 | Caterina * 1711 + 1788                                                     | Antonia * 1714 + 1774                                     | Antonia * 1714 + 1774                                        |                                                              |                                               |                                               |                                    |                                        |                                                |                                                |                   |                  |                  |
|                                                                                   |                                                                                   |                                                                  |                                                                  |                                                                                                  |                                                                                                  |                                                                                              |                                                                                              |                                                                                        |                                                                                        |                                                                          |                                                                          | | |                                                                                            |                                                                                            | |                                                                            |                                                           |                                                              |                                                              |                                               |                                               |                                    |                                        |                                                |                                                |                   |                  |                  |
|                                                                                   |                                                                                   |                                                                  |                                                                  |                                                                                                  |                                                                                                  |                                                                                              |                                                                                              |                                                                                        |                                                                                        |                                                                          |                                                                          | | |                                                                                            |                                                                                            | |                                                                            |                                                           |                                                              |                                                              |                                               |                                               |                                    |                                        |                                                |                                                |                   |                  |                  |
|                                                                                   |                                                                                   |                                                                  |                                                                  |                                                                                                  |                                                                                                  |                                                                                              |                                                                                              | Livia * 1739 sp. nel 1772 Nobile Carlo Biumi                                           | Livia * 1739 sp. nel 1772 Nobile Carlo Biumi                                           | Maddalena * 1741 sp. nel 1761 Giuseppe Antonio Agrati                    | Maddalena * 1741 sp. nel 1761 Giuseppe Antonio Agrati                    | Giovanni Battista *1743+1800 sp. nel 1772 Luigia Biumi, figlia del Nobile Giuseppe, Fisico Collegiato, e di Anna Campi         | Giovanni Battista *1743+1800 sp. nel 1772 Luigia Biumi, figlia del Nobile Giuseppe, Fisico Collegiato, e di Anna Campi         | Alberto * 1745 sacerdote                                                                   | Alberto * 1745 sacerdote                                                                   | Camillo * 1749 + 1765 | Camillo * 1749 + 1765                                                      |                                                           |                                                              |                                                              |                                               |                                               |                                    |                                        |                                                |                                                |                   |                  |                  |
|                                                                                   |                                                                                   |                                                                  |                                                                  |                                                                                                  |                                                                                                  |                                                                                              |                                                                                              |                                                                                        |                                                                                        |                                                                          |                                                                          | | |                                                                                            |                                                                                            | |                                                                            |                                                           |                                                              |                                                              |                                               |                                               |                                    |                                        |                                                |                                                |                   |                  |                  |
|                                                                                   |                                                                                   |                                                                  |                                                                  |                                                                                                  |                                                                                                  |                                                                                              |                                                                                              |                                                                                        |                                                                                        |                                                                          |                                                                          | | |                                                                                            |                                                                                            | |                                                                            |                                                           |                                                              |                                                              |                                               |                                               |                                    |                                        |                                                |                                                |                   |                  |                  |
| Giuseppe * 1773 + dopo il 1808 Ingegnere Collegiato (1795) sp. Maddalena Vassalli | Giuseppe * 1773 + dopo il 1808 Ingegnere Collegiato (1795) sp. Maddalena Vassalli | Carlo * 1776 + 1858 Vicario Foraneo e Prevosto di Rivolta d'Adda | Carlo * 1776 + 1858 Vicario Foraneo e Prevosto di Rivolta d'Adda | Giacomo *1777+1862 Cavaliere Mauriziano e Cavaliere della Legion d'Onore sp. Giuseppa Galimberti | Giacomo *1777+1862 Cavaliere Mauriziano e Cavaliere della Legion d'Onore sp. Giuseppa Galimberti | Francesco * 1779 + 1797 militò nel Corpo degli Ussari Lombardi                               | Francesco * 1779 + 1797 militò nel Corpo degli Ussari Lombardi                               | Camillo * 1780 + 1786                                                                  | Camillo * 1780 + 1786                                                                  | Antonio * 1781 + infante                                                 | Antonio * 1781 + infante                                                 | Anna * 1783 | Anna * 1783 | Luigi * 1785 + 1854 sp. Samuela Banderali, figlia di Bassano e Teresa Grassi               | Luigi * 1785 + 1854 sp. Samuela Banderali, figlia di Bassano e Teresa Grassi               | |                                                                            |                                                           | Camilla * 1787                                               | Camilla * 1787                                               |                                               |                                               |                                    |                                        | Paolo * 1789 + dopo il 1841 sp. Marianna Binda | Paolo * 1789 + dopo il 1841 sp. Marianna Binda |                   |                  |                  |
|                                                                                   |                                                                                   |                                                                  |                                                                  |                                                                                                  |                                                                                                  |                                                                                              |                                                                                              |                                                                                        |                                                                                        |                                                                          |                                                                          | | |                                                                                            |                                                                                            | |                                                                            |                                                           |                                                              |                                                              |                                               |                                               |                                    |                                        |                                                |                                                |                   |                  |                  |
|                                                                                   |                                                                                   |                                                                  |                                                                  |                                                                                                  |                                                                                                  |                                                                                              |                                                                                              |                                                                                        |                                                                                        |                                                                          |                                                                          | | |                                                                                            |                                                                                            | |                                                                            |                                                           |                                                              |                                                              |                                               |                                               |                                    |                                        |                                                |                                                |                   |                  |                  |
|                                                                                   |                                                                                   |                                                                  |                                                                  | Luigi Achille Eugenio * 1818 morto a Milano in età infantile                                     | Luigi Achille Eugenio * 1818 morto a Milano in età infantile                                     |                                                                                              |                                                                                              | Camilla *1818+1899 a Andrea Favini b Attilio Galliani, Cavaliere della Corona d'Italia | Camilla *1818+1899 a Andrea Favini b Attilio Galliani, Cavaliere della Corona d'Italia | Paolo *1819+1891 sp. Maria Bassi, figlia di Gio. Battista e Maria Rocchi | Paolo *1819+1891 sp. Maria Bassi, figlia di Gio. Battista e Maria Rocchi | Carolina detta Carlotta *1823+1907 sp. Luigi Favini, Cavaliere della Corona d'Italia                                           | Carolina detta Carlotta *1823+1907 sp. Luigi Favini, Cavaliere della Corona d'Italia                                           | Giovanni Battista *1828+1908 Cavaliere della Corona d'Italia e Sindaco di Arzago d'Adda    | Giovanni Battista *1828+1908 Cavaliere della Corona d'Italia e Sindaco di Arzago d'Adda    | Giuditta *1832+1883 | Giuditta *1832+1883                                                        | Francesca *1836+1906                                      | Francesca *1836+1906                                         | Giacomina *1838+1914                                         | Giacomina *1838+1914                          | Giovanni *1826+190...                         | Giovanni *1826+190...              | Giacomo *1828+1897 sp. Angela Canziani | Giacomo *1828+1897 sp. Angela Canziani         | Angela *1829+1882                              | Angela *1829+1882 | Livia *1831+1900 | Livia *1831+1900 |
|                                                                                   |                                                                                   |                                                                  |                                                                  |                                                                                                  |                                                                                                  |                                                                                              |                                                                                              |                                                                                        |                                                                                        |                                                                          |                                                                          | | |                                                                                            |                                                                                            | |                                                                            |                                                           |                                                              |                                                              |                                               |                                               |                                    |                                        |                                                |                                                |                   |                  |                  |
|                                                                                   |                                                                                   |                                                                  |                                                                  |                                                                                                  |                                                                                                  |                                                                                              |                                                                                              |                                                                                        |                                                                                        |                                                                          |                                                                          | | |                                                                                            |                                                                                            | |                                                                            |                                                           |                                                              |                                                              |                                               |                                               |                                    |                                        |                                                |                                                |                   |                  |                  |
|                                                                                   |                                                                                   |                                                                  |                                                                  |                                                                                                  |                                                                                                  | Luigi *1867+1931 Cav. della Corona d'Italia e Podestà di Arzago d'Adda sp. Alessandra Favini | Luigi *1867+1931 Cav. della Corona d'Italia e Podestà di Arzago d'Adda sp. Alessandra Favini | Giacomo *1869+1950                                                                     | Giacomo *1869+1950                                                                     | Samuela *1872+1949 sp. Gustavo Giupponi                                  | Samuela *1872+1949 sp. Gustavo Giupponi                                  | Camillo *1880+1939 | Camillo *1880+1939 | Francesco *1882+1945 sp. Rosa Ravazzini                                                    | Francesco *1882+1945 sp. Rosa Ravazzini                                                    | |                                                                            |                                                           |                                                              |                                                              |                                               |                                               |                                    |                                        |                                                |                                                |                   |                  |                  |
|                                                                                   |                                                                                   |                                                                  |                                                                  |                                                                                                  |                                                                                                  |                                                                                              |                                                                                              |                                                                                        |                                                                                        |                                                                          |                                                                          | | |                                                                                            |                                                                                            | |                                                                            |                                                           |                                                              |                                                              |                                               |                                               |                                    |                                        |                                                |                                                |                   |                  |                  |
|                                                                                   |                                                                                   |                                                                  |                                                                  |                                                                                                  |                                                                                                  |                                                                                              |                                                                                              |                                                                                        |                                                                                        |                                                                          |                                                                          | | |                                                                                            |                                                                                            | |                                                                            |                                                           |                                                              |                                                              |                                               |                                               |                                    |                                        |                                                |                                                |                   |                  |                  |
|                                                                                   |                                                                                   |                                                                  |                                                                  | Gaetanina Paolina *1910+1992                                                                     | Gaetanina Paolina *1910+1992                                                                     | Camilla *1912+1984 sp. Emilio Vittorio Chiesa                                                | Camilla *1912+1984 sp. Emilio Vittorio Chiesa                                                | Carla *1916+2001 sp. Giovanni Gatti Grami                                              | Carla *1916+2001 sp. Giovanni Gatti Grami                                              |                                                                          |                                                                          | | Paolo sp. Eugenia .....? | Paolo sp. Eugenia .....?                                                                   | Giuseppina                                                                                 | Giuseppina |                                                                            |                                                           |                                                              |                                                              |                                               |                                               |                                    |                                        |                                                |                                                |                   |                  |                  |
|                                                                                   |                                                                                   |                                                                  |                                                                  |                                                                                                  |                                                                                                  |                                                                                              |                                                                                              |                                                                                        |                                                                                        |                                                                          |                                                                          | | |                                                                                            |                                                                                            | |                                                                            |                                                           |                                                              |                                                              |                                               |                                               |                                    |                                        |                                                |                                                |                   |                  |                  |
|                                                                                   |                                                                                   |                                                                  |                                                                  |                                                                                                  |                                                                                                  |                                                                                              |                                                                                              |                                                                                        |                                                                                        |                                                                          |                                                                          | | |                                                                                            |                                                                                            | |                                                                            |                                                           |                                                              |                                                              |                                               |                                               |                                    |                                        |                                                |                                                |                   |                  |                  |
|                                                                                   |                                                                                   |                                                                  |                                                                  |                                                                                                  |                                                                                                  |                                                                                              |                                                                                              | discendenza ·                                                                          |                                                                                        |                                                                          |                                                                          | | |                                                                                            |                                                                                            | |                                                                            |                                                           |                                                              |                                                              |                                               |                                               |                                    |                                        |                                                |                                                |                   |                  |                  |

### Sessa di Valtravaglia (iscritti nella Matricula Nobilium del 1377)
| | |                      |                      |                                                                                            |                                                                                            |                                                                                               |                                                                                               |                                                                                                |                                                                                                | | | | |                                                                     |                                                                               |                                                                                 |                                                                                 |                                                                 |                                                                 |                                                                                           |                                                                                           |                                                                          |                                                                                   |                                                                                   |                                                        |                                |
| | |                      |                      |                                                                                            |                                                                                            |                                                                                               |                                                                                               |                                                                                                |                                                                                                | | | | |                                                                     |                                                                               |                                                                                 |                                                                                 |                                                                 |                                                                 | Pietro (del fu Amizone de Carcano) capostipite floruit 1223-1227                          |                                                                                           |                                                                          |                                                                                   |                                                                                   |                                                        |                                |
| | |                      |                      |                                                                                            |                                                                                            |                                                                                               |                                                                                               |                                                                                                |                                                                                                | | | | |                                                                     |                                                                               |                                                                                 |                                                                                 |                                                                 |                                                                 |                                                                                           |                                                                                           |                                                                          |                                                                                   |                                                                                   |                                                        |                                |
| | |                      |                      |                                                                                            |                                                                                            |                                                                                               |                                                                                               |                                                                                                |                                                                                                | | | | |                                                                     |                                                                               |                                                                                 |                                                                                 |                                                                 |                                                                 |                                                                                           |                                                                                           |                                                                          |                                                                                   |                                                                                   |                                                        |                                |
| | |                      |                      |                                                                                            |                                                                                            |                                                                                               |                                                                                               |                                                                                                |                                                                                                | | | | |                                                                     |                                                                               |                                                                                 |                                                                                 |                                                                 | Amizone + dopo il 1241                                          | Amizone + dopo il 1241                                                                    | Ottobello ebbe discendenza                                                                | Ottobello ebbe discendenza                                               |                                                                                   |                                                                                   |                                                        |                                |
| | |                      |                      |                                                                                            |                                                                                            |                                                                                               |                                                                                               |                                                                                                |                                                                                                | | | | |                                                                     |                                                                               |                                                                                 |                                                                                 |                                                                 |                                                                 |                                                                                           |                                                                                           |                                                                          |                                                                                   |                                                                                   |                                                        |                                |
| | |                      |                      |                                                                                            |                                                                                            |                                                                                               |                                                                                               |                                                                                                |                                                                                                | | | | |                                                                     |                                                                               |                                                                                 |                                                                                 |                                                                 |                                                                 |                                                                                           |                                                                                           |                                                                          |                                                                                   |                                                                                   |                                                        |                                |
| | |                      |                      |                                                                                            |                                                                                            |                                                                                               |                                                                                               |                                                                                                |                                                                                                | | | | | Alberto vivente nel 1263 parteggiò per i Visconti contro i Torriani | Alberto vivente nel 1263 parteggiò per i Visconti contro i Torriani           |                                                                                 | Francesco Castellano di Travaglia nel 1261                                      | Francesco Castellano di Travaglia nel 1261                      |                                                                 | Quirico Castellano di Travaglia nel 1261                                                  | Quirico Castellano di Travaglia nel 1261                                                  |                                                                          |                                                                                   | Arderico Vicario a Vercelli per conto di Napo Torriani                            | Arderico Vicario a Vercelli per conto di Napo Torriani |                                |
| | |                      |                      |                                                                                            |                                                                                            |                                                                                               |                                                                                               |                                                                                                |                                                                                                | | | | |                                                                     |                                                                               |                                                                                 |                                                                                 |                                                                 |                                                                 |                                                                                           |                                                                                           |                                                                          |                                                                                   |                                                                                   |                                                        |                                |
| | |                      |                      |                                                                                            |                                                                                            |                                                                                               |                                                                                               |                                                                                                |                                                                                                | | | | |                                                                     |                                                                               |                                                                                 |                                                                                 |                                                                 |                                                                 |                                                                                           |                                                                                           |                                                                          |                                                                                   |                                                                                   |                                                        |                                |
| | |                      |                      |                                                                                            |                                                                                            |                                                                                               | Francesco Castellano di Travaglia nel 1294                                                    | Francesco Castellano di Travaglia nel 1294                                                     |                                                                                                | | | | |                                                                     |                                                                               |                                                                                 |                                                                                 |                                                                 |                                                                 |                                                                                           |                                                                                           | Paolo SESSA di SALA di TRAVAGLIA (iscritti nella Matricula Nobilium)     | Paolo SESSA di SALA di TRAVAGLIA (iscritti nella Matricula Nobilium)              | Manuello nel 1301 viveva nel Castello di Sessa                                    | Manuello nel 1301 viveva nel Castello di Sessa         |                                |
| | |                      |                      |                                                                                            |                                                                                            |                                                                                               |                                                                                               |                                                                                                |                                                                                                | | | | |                                                                     |                                                                               |                                                                                 |                                                                                 |                                                                 |                                                                 |                                                                                           |                                                                                           |                                                                          |                                                                                   |                                                                                   |                                                        |                                |
| | |                      |                      |                                                                                            |                                                                                            |                                                                                               |                                                                                               |                                                                                                |                                                                                                | | | | |                                                                     |                                                                               |                                                                                 |                                                                                 |                                                                 |                                                                 |                                                                                           |                                                                                           |                                                                          |                                                                                   |                                                                                   |                                                        |                                |
| | | Guglielmo            | Guglielmo            |                                                                                            |                                                                                            | Pietro (collocazione incerta)                                                                 | Pietro (collocazione incerta)                                                                 |                                                                                                |                                                                                                | | | | Alberto vivente nel 1343 SESSA di TRAVAGLIA seu de TICINALLO                                                      | Alberto vivente nel 1343 SESSA di TRAVAGLIA seu de TICINALLO        |                                                                               |                                                                                 |                                                                                 |                                                                 |                                                                 |                                                                                           |                                                                                           | Giovanni viveva a Sala (Bedero) tra il 1342 e il 1353                    | Giovanni viveva a Sala (Bedero) tra il 1342 e il 1353                             |                                                                                   |                                                        |                                |
| | |                      |                      |                                                                                            |                                                                                            |                                                                                               |                                                                                               |                                                                                                |                                                                                                | | | | |                                                                     |                                                                               |                                                                                 |                                                                                 |                                                                 |                                                                 |                                                                                           |                                                                                           |                                                                          |                                                                                   |                                                                                   |                                                        |                                |
| | |                      |                      |                                                                                            |                                                                                            |                                                                                               |                                                                                               |                                                                                                |                                                                                                | | | | |                                                                     |                                                                               |                                                                                 |                                                                                 |                                                                 |                                                                 |                                                                                           |                                                                                           |                                                                          |                                                                                   |                                                                                   |                                                        |                                |
| Pietrino fl. 1376-1386 investito dei fictalitia della mensa arcivescovile di Milano in Valtravaglia | Pietrino fl. 1376-1386 investito dei fictalitia della mensa arcivescovile di Milano in Valtravaglia | Leone + dopo il 1382 | Leone + dopo il 1382 | Guglielmo + dopo il 1383 Canonico di Valtravaglia (1356-1360) e Canonico di Cuvio dal 1372 | Guglielmo + dopo il 1383 Canonico di Valtravaglia (1356-1360) e Canonico di Cuvio dal 1372 | Enrico Vescovo di Como (1362-1380) nominò procuratori i suoi cugini Pietro e Cristoforo Sessa | Enrico Vescovo di Como (1362-1380) nominò procuratori i suoi cugini Pietro e Cristoforo Sessa | Pietro Canonico di Cuvio (1328) e Prevosto della Collegiata di S. Vittore di Travaglia (1353); | Pietro Canonico di Cuvio (1328) e Prevosto della Collegiata di S. Vittore di Travaglia (1353); | Fiorina + post 1387 | Fiorina + post 1387                                                                                              | Giovanni + ante 1382 è già defunto nel testamento di suo fratello, il Prevosto Pietro Sessa (1382)                | Giovanni + ante 1382 è già defunto nel testamento di suo fratello, il Prevosto Pietro Sessa (1382)                | Giacomo + post 1387                                                 | Giacomo + post 1387                                                           | Francescolo Canonico della Collegiata di Cannobio                               | Francescolo Canonico della Collegiata di Cannobio                               | Cristoforo procuratore del cugino Enrico Sessa, Vescovo di Como | Cristoforo procuratore del cugino Enrico Sessa, Vescovo di Como | Paolo + post 1403 Giureconsulto Coll., Avvocato Fiscale ed Edile della Fabbrica del Duomo | Paolo + post 1403 Giureconsulto Coll., Avvocato Fiscale ed Edile della Fabbrica del Duomo | Giacomo Giureconsulto Collegiato e Sindicator laicus della Camera Ducale | Giacomo Giureconsulto Collegiato e Sindicator laicus della Camera Ducale          | Gasparino Tesoriere della Camera Ducale (1406)                                    | Gasparino Tesoriere della Camera Ducale (1406)         |                                |
| | |                      |                      |                                                                                            |                                                                                            |                                                                                               |                                                                                               |                                                                                                |                                                                                                | | | | |                                                                     |                                                                               |                                                                                 |                                                                                 |                                                                 |                                                                 |                                                                                           |                                                                                           |                                                                          |                                                                                   |                                                                                   |                                                        |                                |
| | |                      |                      |                                                                                            |                                                                                            |                                                                                               |                                                                                               |                                                                                                |                                                                                                | | | | |                                                                     |                                                                               |                                                                                 |                                                                                 |                                                                 |                                                                 |                                                                                           |                                                                                           |                                                                          |                                                                                   |                                                                                   |                                                        |                                |
| Guglielmo Castellano di Travaglia nel 1406                                                          | Guglielmo Castellano di Travaglia nel 1406                                                          |                      |                      |                                                                                            |                                                                                            |                                                                                               |                                                                                               |                                                                                                |                                                                                                | | | Antoniolo è adulto in un atto del 1381 relativo ad un arbitrato cui furono chiamati gli zii Giacomo e Francescolo | Antoniolo è adulto in un atto del 1381 relativo ad un arbitrato cui furono chiamati gli zii Giacomo e Francescolo |                                                                     |                                                                               |                                                                                 |                                                                                 |                                                                 |                                                                 |                                                                                           |                                                                                           |                                                                          | Paolo Capitano Generale della Valtellina (1428) e Podestà della Valsassina (1448) | Paolo Capitano Generale della Valtellina (1428) e Podestà della Valsassina (1448) | Giacomo Vicario di Provvigione                         | Giacomo Vicario di Provvigione |
| | |                      |                      |                                                                                            |                                                                                            |                                                                                               |                                                                                               |                                                                                                |                                                                                                | | | | |                                                                     |                                                                               |                                                                                 |                                                                                 |                                                                 |                                                                 |                                                                                           |                                                                                           |                                                                          |                                                                                   |                                                                                   |                                                        |                                |
| | |                      |                      |                                                                                            |                                                                                            |                                                                                               |                                                                                               |                                                                                                |                                                                                                | | | | |                                                                     |                                                                               |                                                                                 |                                                                                 |                                                                 |                                                                 |                                                                                           |                                                                                           |                                                                          |                                                                                   |                                                                                   |                                                        |                                |
| | |                      |                      |                                                                                            |                                                                                            |                                                                                               |                                                                                               |                                                                                                |                                                                                                | | | Gasparolo + ante 1421 sp. Rosa (de) Gattico da Castello, figlia di Manfredo, Co. di Castel Gattico                | Gasparolo + ante 1421 sp. Rosa (de) Gattico da Castello, figlia di Manfredo, Co. di Castel Gattico                |                                                                     |                                                                               |                                                                                 |                                                                                 |                                                                 |                                                                 |                                                                                           |                                                                                           |                                                                          | Gaspare + 1480 Capitano di ventura e Signore di Sillavengo                        | Gaspare + 1480 Capitano di ventura e Signore di Sillavengo                        |                                                        |                                |
| | |                      |                      |                                                                                            |                                                                                            |                                                                                               |                                                                                               |                                                                                                |                                                                                                | | | | |                                                                     |                                                                               |                                                                                 |                                                                                 |                                                                 |                                                                 |                                                                                           |                                                                                           |                                                                          |                                                                                   |                                                                                   |                                                        |                                |
| | |                      |                      |                                                                                            |                                                                                            |                                                                                               |                                                                                               |                                                                                                |                                                                                                | | | | |                                                                     |                                                                               |                                                                                 |                                                                                 |                                                                 |                                                                 |                                                                                           |                                                                                           |                                                                          |                                                                                   |                                                                                   |                                                        |                                |
| | |                      |                      |                                                                                            |                                                                                            |                                                                                               |                                                                                               |                                                                                                |                                                                                                | | | Antoniolo + post 1453 dispose un cospicuo legato per i poveri della Valtravaglia                                  | Antoniolo + post 1453 dispose un cospicuo legato per i poveri della Valtravaglia                                  |                                                                     |                                                                               |                                                                                 |                                                                                 |                                                                 |                                                                 |                                                                                           |                                                                                           |                                                                          | Giuliano Canonico della Cattedrale di Novara                                      | Giuliano Canonico della Cattedrale di Novara                                      |                                                        |                                |
| | |                      |                      |                                                                                            |                                                                                            |                                                                                               |                                                                                               |                                                                                                |                                                                                                | | | | |                                                                     |                                                                               |                                                                                 |                                                                                 |                                                                 |                                                                 |                                                                                           |                                                                                           |                                                                          |                                                                                   |                                                                                   |                                                        |                                |
| | |                      |                      |                                                                                            |                                                                                            |                                                                                               |                                                                                               |                                                                                                |                                                                                                | | | | |                                                                     |                                                                               |                                                                                 |                                                                                 |                                                                 |                                                                 |                                                                                           |                                                                                           |                                                                          |                                                                                   |                                                                                   |                                                        |                                |
| | |                      |                      |                                                                                            |                                                                                            |                                                                                               |                                                                                               | Pietro SESSA de TICINALLO (testamento 1510) sp. Nob. Callista Luini                            | Pietro SESSA de TICINALLO (testamento 1510) sp. Nob. Callista Luini                            | | | | | Quirico SESSA de CERESOLO                                           | Quirico SESSA de CERESOLO                                                     |                                                                                 | Alberto SESSA de AROLO                                                          | Alberto SESSA de AROLO                                          |                                                                 |                                                                                           |                                                                                           |                                                                          |                                                                                   |                                                                                   |                                                        |                                |
| | |                      |                      |                                                                                            |                                                                                            |                                                                                               |                                                                                               |                                                                                                |                                                                                                | | | | |                                                                     |                                                                               |                                                                                 |                                                                                 |                                                                 |                                                                 |                                                                                           |                                                                                           |                                                                          |                                                                                   |                                                                                   |                                                        |                                |
| | |                      |                      |                                                                                            |                                                                                            |                                                                                               |                                                                                               |                                                                                                |                                                                                                | | | | |                                                                     |                                                                               |                                                                                 |                                                                                 |                                                                 |                                                                 |                                                                                           |                                                                                           |                                                                          |                                                                                   |                                                                                   |                                                        |                                |
| | |                      |                      |                                                                                            |                                                                                            |                                                                                               | Francesco Bernardino poeta e familiaris di San Carlo Borromeo                                 | Francesco Bernardino poeta e familiaris di San Carlo Borromeo                                  | Bartolomeo + post 1549 istituì doti per le figlie dei suoi massari                             | Bartolomeo + post 1549 istituì doti per le figlie dei suoi massari                                                                          | | | | xxx Sessa                                                           | xxx Sessa                                                                     | Giovanni Antonio (testamento 1559) nominò suo erede il nipote Lancillotto Rusca | Giovanni Antonio (testamento 1559) nominò suo erede il nipote Lancillotto Rusca | xxx Sessa sp. Nob. Antonio Rusca dei Signori di Bironico        | xxx Sessa sp. Nob. Antonio Rusca dei Signori di Bironico        |                                                                                           |                                                                                           |                                                                          |                                                                                   |                                                                                   |                                                        |                                |
| | |                      |                      |                                                                                            |                                                                                            |                                                                                               |                                                                                               |                                                                                                |                                                                                                | | | | |                                                                     |                                                                               |                                                                                 |                                                                                 |                                                                 |                                                                 |                                                                                           |                                                                                           |                                                                          |                                                                                   |                                                                                   |                                                        |                                |
| | |                      |                      |                                                                                            |                                                                                            |                                                                                               |                                                                                               |                                                                                                |                                                                                                | | | | |                                                                     |                                                                               |                                                                                 |                                                                                 |                                                                 |                                                                 |                                                                                           |                                                                                           |                                                                          |                                                                                   |                                                                                   |                                                        |                                |
| | |                      |                      |                                                                                            |                                                                                            |                                                                                               |                                                                                               |                                                                                                | Giovanni Bernardino Cancelliere della Cancelleria Segreta del Ducato di Milano (1608)          | Giovanni Bernardino Cancelliere della Cancelleria Segreta del Ducato di Milano (1608)                                                       | | | | xxx Sessa                                                           | xxx Sessa                                                                     |                                                                                 |                                                                                 |                                                                 |                                                                 |                                                                                           |                                                                                           |                                                                          |                                                                                   |                                                                                   |                                                        |                                |
| | |                      |                      |                                                                                            |                                                                                            |                                                                                               |                                                                                               |                                                                                                |                                                                                                | | | | |                                                                     |                                                                               |                                                                                 |                                                                                 |                                                                 |                                                                 |                                                                                           |                                                                                           |                                                                          |                                                                                   |                                                                                   |                                                        |                                |
| | |                      |                      |                                                                                            |                                                                                            |                                                                                               |                                                                                               |                                                                                                |                                                                                                | | | | |                                                                     |                                                                               |                                                                                 |                                                                                 |                                                                 |                                                                 |                                                                                           |                                                                                           |                                                                          |                                                                                   |                                                                                   |                                                        |                                |
| | |                      |                      |                                                                                            |                                                                                            |                                                                                               |                                                                                               | Giovanni Battista                                                                              | Giovanni Battista                                                                              | | xxx Sessa | xxx Sessa | Giovannangelo notaio                                                                                              | Giovannangelo notaio                                                | Camilla + post 1588 sp. Nob. Gio. Antonio Tinelli, Aulico Ducale              | Camilla + post 1588 sp. Nob. Gio. Antonio Tinelli, Aulico Ducale                |                                                                                 |                                                                 |                                                                 |                                                                                           |                                                                                           |                                                                          |                                                                                   |                                                                                   |                                                        |                                |
| | |                      |                      |                                                                                            |                                                                                            |                                                                                               |                                                                                               |                                                                                                |                                                                                                | | | | |                                                                     |                                                                               |                                                                                 |                                                                                 |                                                                 |                                                                 |                                                                                           |                                                                                           |                                                                          |                                                                                   |                                                                                   |                                                        |                                |
| | |                      |                      |                                                                                            |                                                                                            |                                                                                               |                                                                                               |                                                                                                |                                                                                                | | | | |                                                                     |                                                                               |                                                                                 |                                                                                 |                                                                 |                                                                 |                                                                                           |                                                                                           |                                                                          |                                                                                   |                                                                                   |                                                        |                                |
| | |                      |                      |                                                                                            |                                                                                            |                                                                                               |                                                                                               | Carlo + post 1671 oberato di debiti, fu in lite coi cugini Nobb. Tinelli                       | Carlo + post 1671 oberato di debiti, fu in lite coi cugini Nobb. Tinelli                       | Paolo Gerolamo | Paolo Gerolamo                                                                                                   | Laura sp. xxx Vigezzi                                                                                             | Laura sp. xxx Vigezzi                                                                                             |                                                                     | Felice Tinelli Castellano di Arona sp. Lucia Besozzi, figlia del Nob. Antonio | Felice Tinelli Castellano di Arona sp. Lucia Besozzi, figlia del Nob. Antonio   |                                                                                 |                                                                 |                                                                 |                                                                                           |                                                                                           |                                                                          |                                                                                   |                                                                                   |                                                        |                                |
| | |                      |                      |                                                                                            |                                                                                            |                                                                                               |                                                                                               |                                                                                                |                                                                                                | | | | |                                                                     |                                                                               |                                                                                 |                                                                                 |                                                                 |                                                                 |                                                                                           |                                                                                           |                                                                          |                                                                                   |                                                                                   |                                                        |                                |
| | |                      |                      |                                                                                            |                                                                                            |                                                                                               |                                                                                               |                                                                                                |                                                                                                | | | | |                                                                     |                                                                               |                                                                                 |                                                                                 |                                                                 |                                                                 |                                                                                           |                                                                                           |                                                                          |                                                                                   |                                                                                   |                                                        |                                |
| | |                      |                      | Francesco Bernardino riscattò l'antichissimo diritto di decima dei Sessa a Muceno (1691)   | Francesco Bernardino riscattò l'antichissimo diritto di decima dei Sessa a Muceno (1691)   | Giovanni Battista                                                                             | Giovanni Battista                                                                             | Gerardo                                                                                        | Gerardo                                                                                        | Bartolomeo assieme ai fratelli inoltrò una supplica al Senato di Milano per l'esenzione da alcune imposte (1683)                            | Bartolomeo assieme ai fratelli inoltrò una supplica al Senato di Milano per l'esenzione da alcune imposte (1683) | Marco | Marco |                                                                     | TINELLI, Signori di Gorla ·                                                   | TINELLI, Signori di Gorla ·                                                     |                                                                                 |                                                                 |                                                                 |                                                                                           |                                                                                           |                                                                          |                                                                                   |                                                                                   |                                                        |                                |
| | |                      |                      |                                                                                            |                                                                                            |                                                                                               |                                                                                               |                                                                                                |                                                                                                | | | | |                                                                     |                                                                               |                                                                                 |                                                                                 |                                                                 |                                                                 |                                                                                           |                                                                                           |                                                                          |                                                                                   |                                                                                   |                                                        |                                |
| | |                      |                      |                                                                                            |                                                                                            |                                                                                               |                                                                                               |                                                                                                |                                                                                                | | | | |                                                                     |                                                                               |                                                                                 |                                                                                 |                                                                 |                                                                 |                                                                                           |                                                                                           |                                                                          |                                                                                   |                                                                                   |                                                        |                                |
| | |                      |                      |                                                                                            |                                                                                            |                                                                                               |                                                                                               |                                                                                                |                                                                                                | Giovanni Battista lui vivente, fu ceduto il diritto di decima dei Sessa a Muceno al Nob. Cesare Porta                                       | | | |                                                                     |                                                                               |                                                                                 |                                                                                 |                                                                 |                                                                 |                                                                                           |                                                                                           |                                                                          |                                                                                   |                                                                                   |                                                        |                                |
| | |                      |                      |                                                                                            |                                                                                            |                                                                                               |                                                                                               |                                                                                                |                                                                                                | | | | |                                                                     |                                                                               |                                                                                 |                                                                                 |                                                                 |                                                                 |                                                                                           |                                                                                           |                                                                          |                                                                                   |                                                                                   |                                                        |                                |
| | |                      |                      |                                                                                            |                                                                                            |                                                                                               |                                                                                               |                                                                                                |                                                                                                | | | | |                                                                     |                                                                               |                                                                                 |                                                                                 |                                                                 |                                                                 |                                                                                           |                                                                                           |                                                                          |                                                                                   |                                                                                   |                                                        |                                |
| | |                      |                      |                                                                                            |                                                                                            |                                                                                               |                                                                                               |                                                                                                |                                                                                                | xxx Sessa | | | |                                                                     |                                                                               |                                                                                 |                                                                                 |                                                                 |                                                                 |                                                                                           |                                                                                           |                                                                          |                                                                                   |                                                                                   |                                                        |                                |
| | |                      |                      |                                                                                            |                                                                                            |                                                                                               |                                                                                               |                                                                                                |                                                                                                | | | | |                                                                     |                                                                               |                                                                                 |                                                                                 |                                                                 |                                                                 |                                                                                           |                                                                                           |                                                                          |                                                                                   |                                                                                   |                                                        |                                |
| | |                      |                      |                                                                                            |                                                                                            |                                                                                               |                                                                                               |                                                                                                |                                                                                                | | | | |                                                                     |                                                                               |                                                                                 |                                                                                 |                                                                 |                                                                 |                                                                                           |                                                                                           |                                                                          |                                                                                   |                                                                                   |                                                        |                                |
| | |                      |                      |                                                                                            |                                                                                            |                                                                                               |                                                                                               |                                                                                                |                                                                                                | Giovanni Battista vendette l'ultima porzione del dominio allodiale dei Sessa a Ticinallo (1782); la famiglia si ritiene estinta in oscurità | | | |                                                                     |                                                                               |                                                                                 |                                                                                 |                                                                 |                                                                 |                                                                                           |                                                                                           |                                                                          |                                                                                   |                                                                                   |                                                        |                                |

## Dimore storiche
- Casa Sessa, già Lampugnani (Milano, piazza S. Babila)[78]
- Casa Sessa, poi Medici di Marignano (Gornate Inferiore, VA)[79]
- Casa Sessa, ora Villa Petrolo (Porto Valtravaglia, VA)[80]
- Casa Sessa, poi Curioni e Sebregondi (Como, S. Donnino 79)[81]
- Cascina Ravajola, già Visconti di Brignano, poi De Capitani d'Arzago (Arzago d'Adda, BG)[73]
- Castello d'Albio (Monteggio, CH)
- Palazzo Sessa (Sessa, CH)[82]
- Palazzo Sessa, già Confalonieri (Milano, contrada del Lauro)[83]
- Palazzina Sessa (Milano, via Ariosto 1)
- Palazzo Sessa, già Aldrovandi (Mirabello, FE)[84]
- Rocca di Caldé (Castelveccana, VA)
- Villa Sessa, ora Morotti (Daverio, VA)[85]
- Villa Sessa, ora Del Bono (Cremella, LC)[86]
- Villa Carlotta, ora Hotel Villa Paradiso (Meina, NO)[87]

## Galleria di ritratti

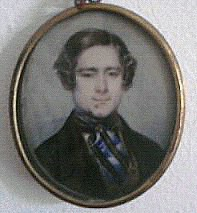
Giovanni Sessa (1743-1800)
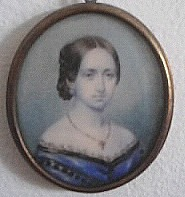
Luigia Biumi in Sessa (1752-1816)
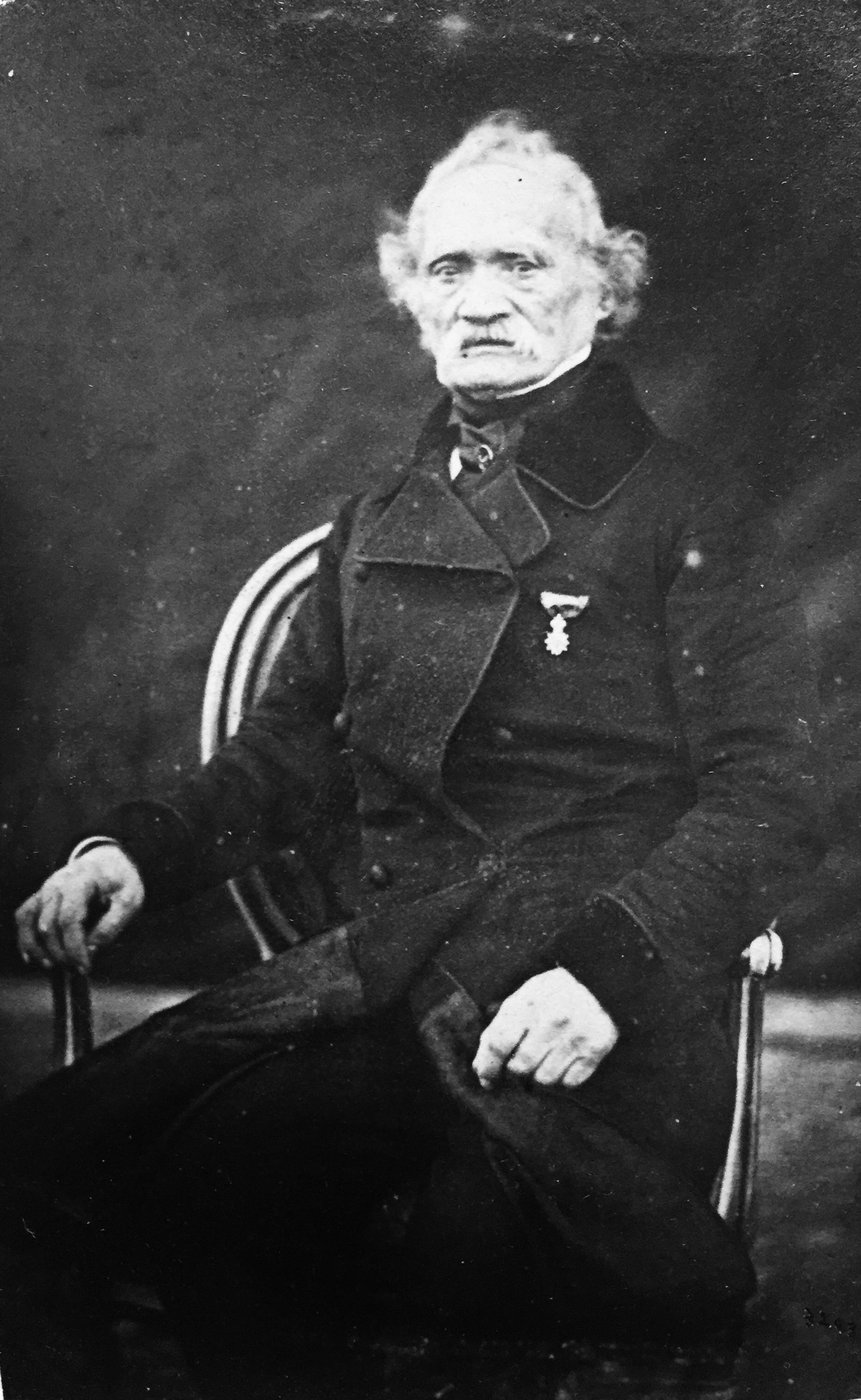
Col. Giacomo Sessa (1777-1862), Cavaliere Mauriziano e Cavaliere della Legion d'Onore.
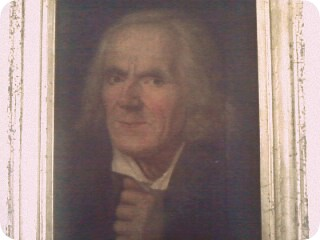
Luigi Sessa  (1785-1854)
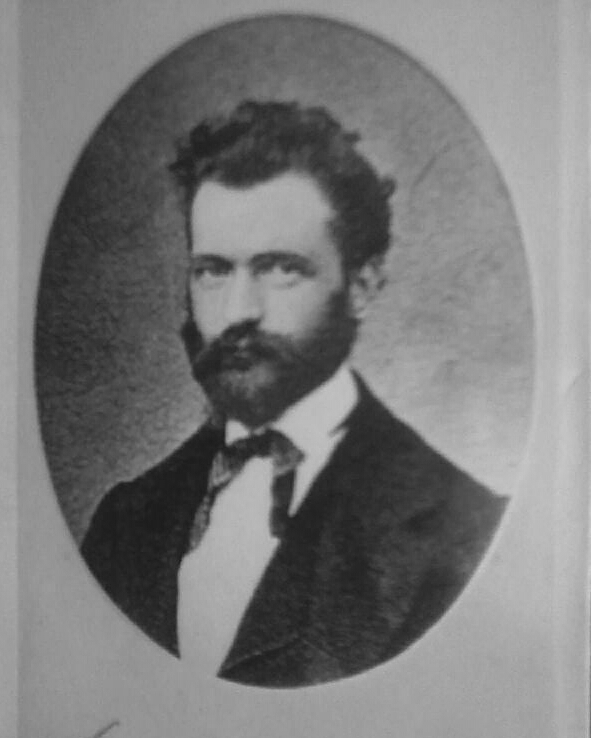
Paolo Sessa (1819-1891)
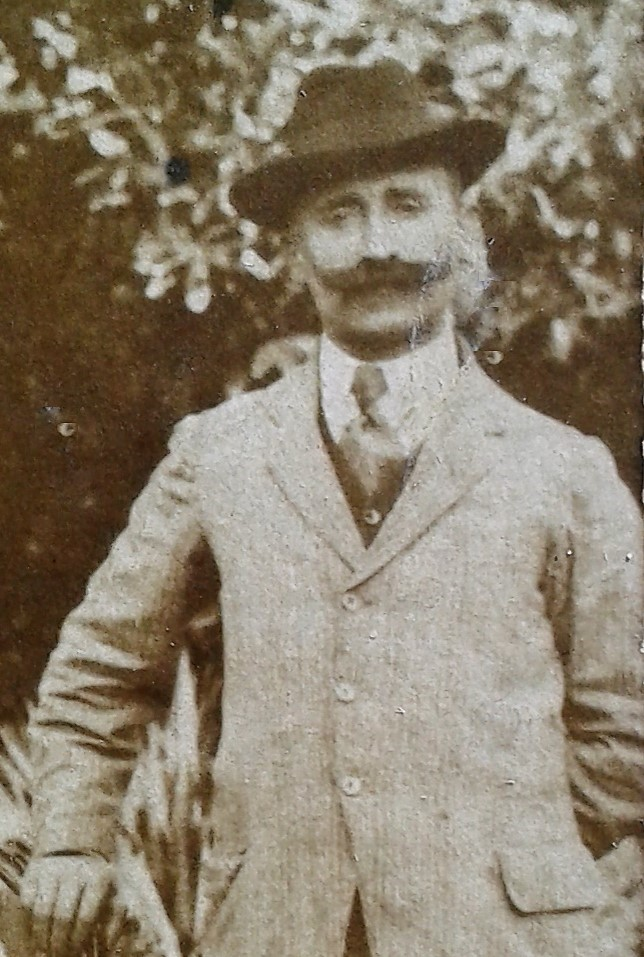
Luigi Sessa, Cavaliere della Corona d'Italia e Podestà d'Arzago d'Adda (1867-1931)
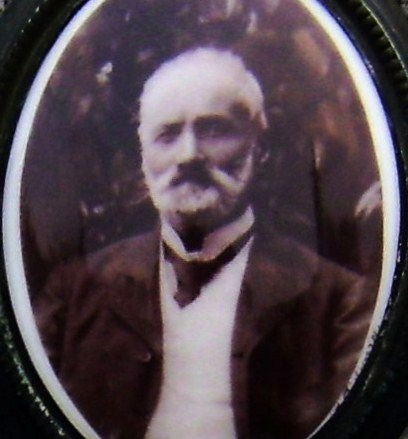
Luigi Sessa (1824-1915)
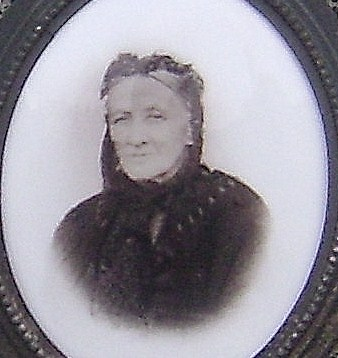
Irene de Bernardi in Sessa (1827-1913)
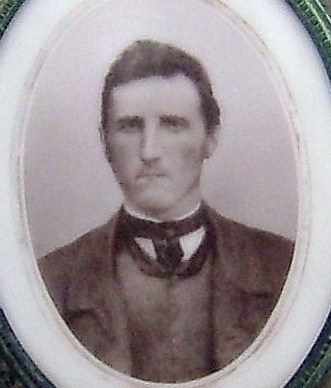
Reverendo Cesare Sessa (1822-1888)
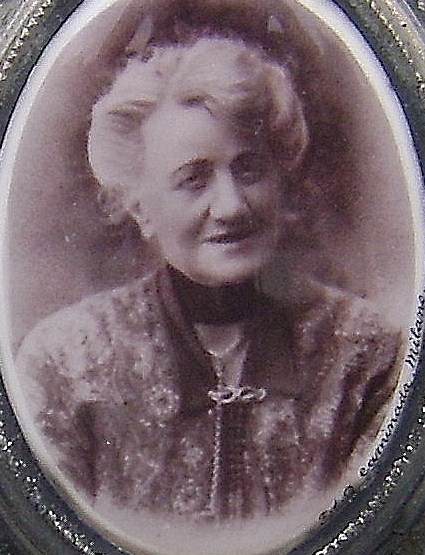
Ippolita Sessa in Simonetta (1853-1932)
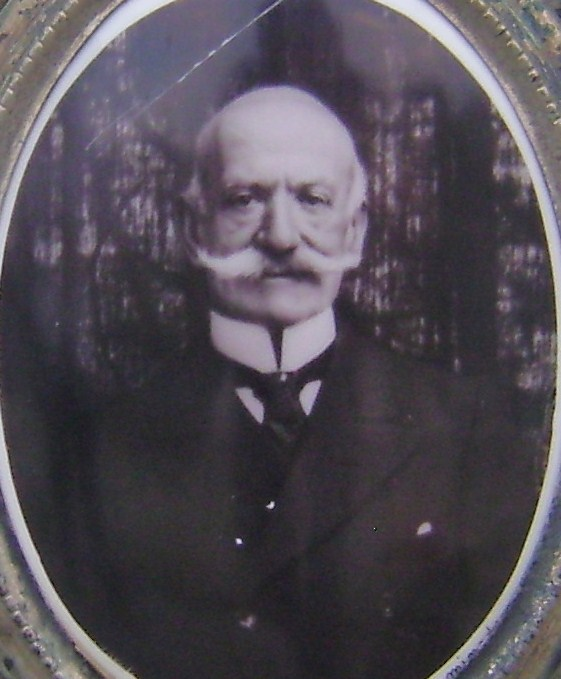
Vincenzo Simonetta
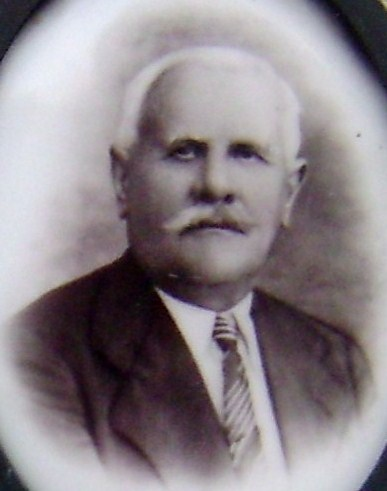
Guido Sessa (1866-1945)
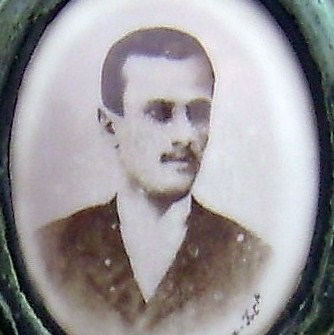
Ettore Sessa (1863-1892)
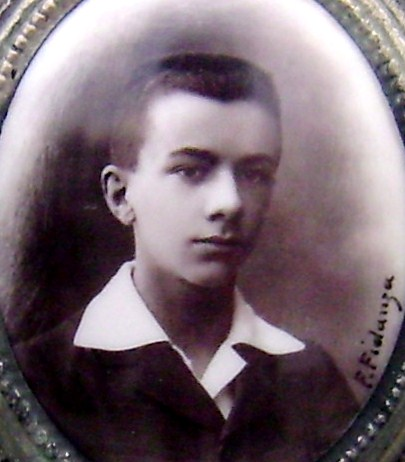
Gabardo Sessa (1903-1920)
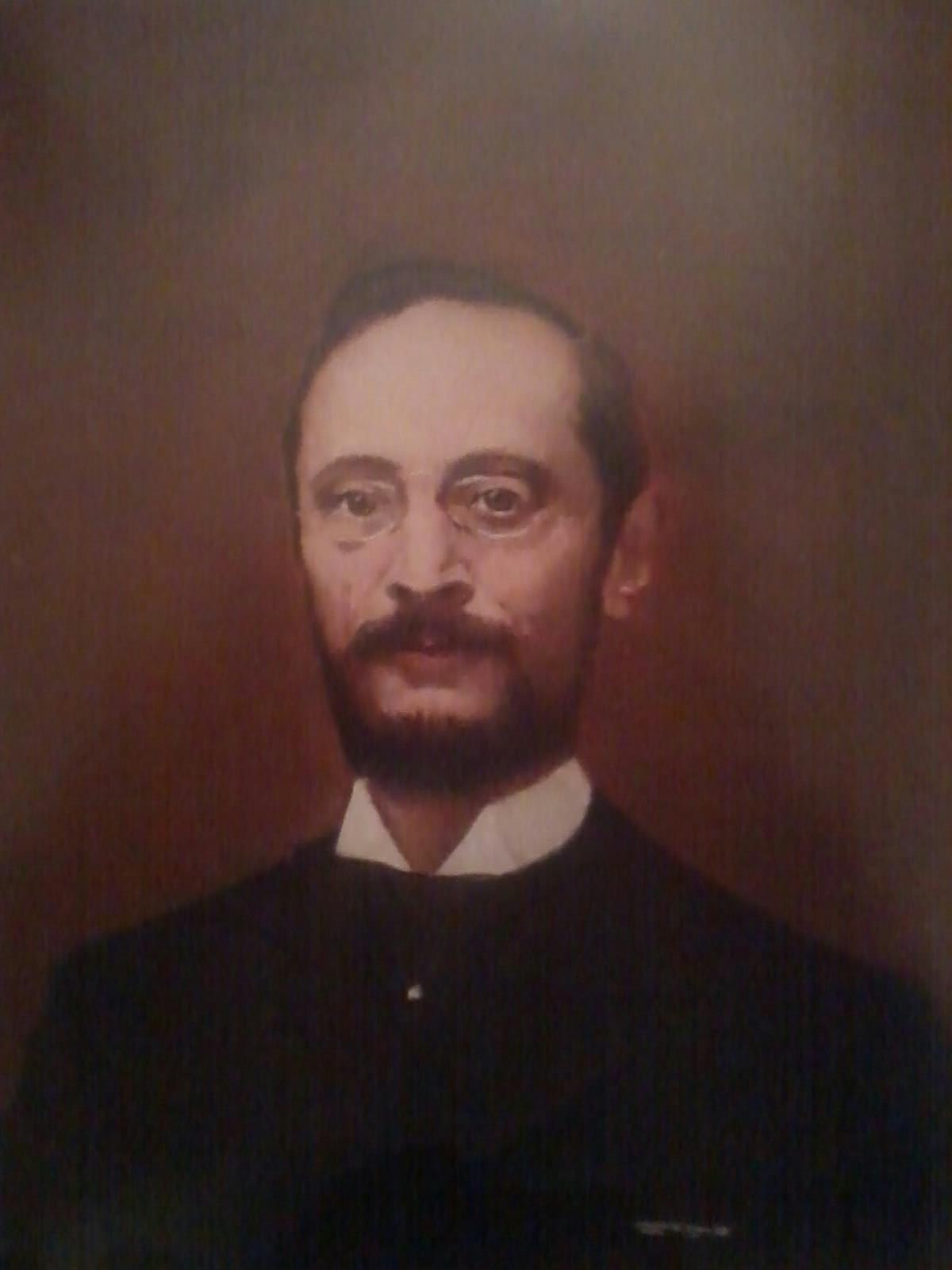
Ernesto Sessa
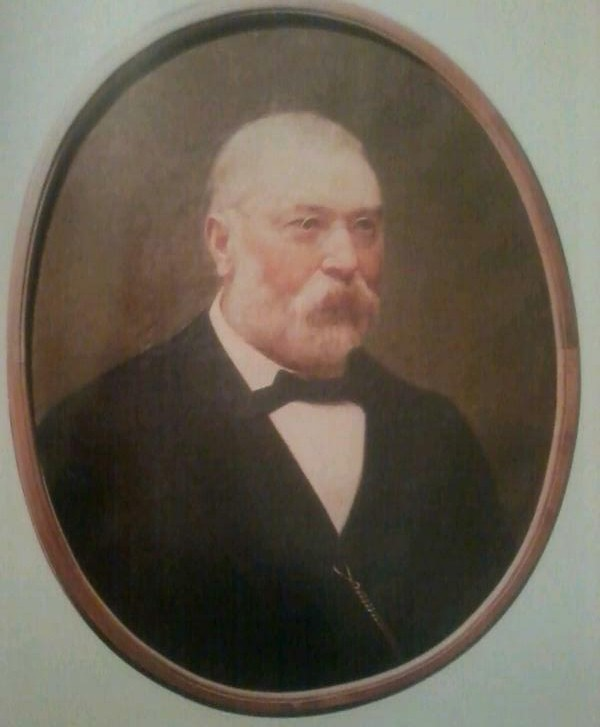
Carlo Sessa (1817-1881), industriale milanese.
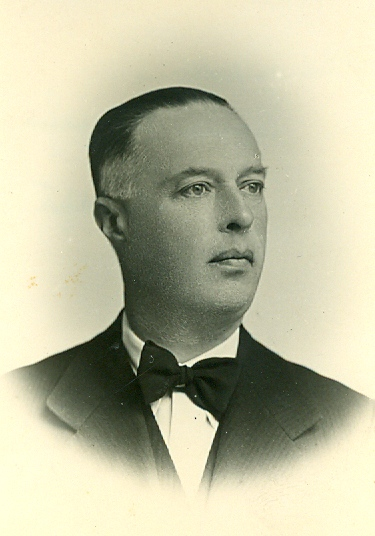
Luigi Sessa (1887-1959), Cavaliere del Lavoro.
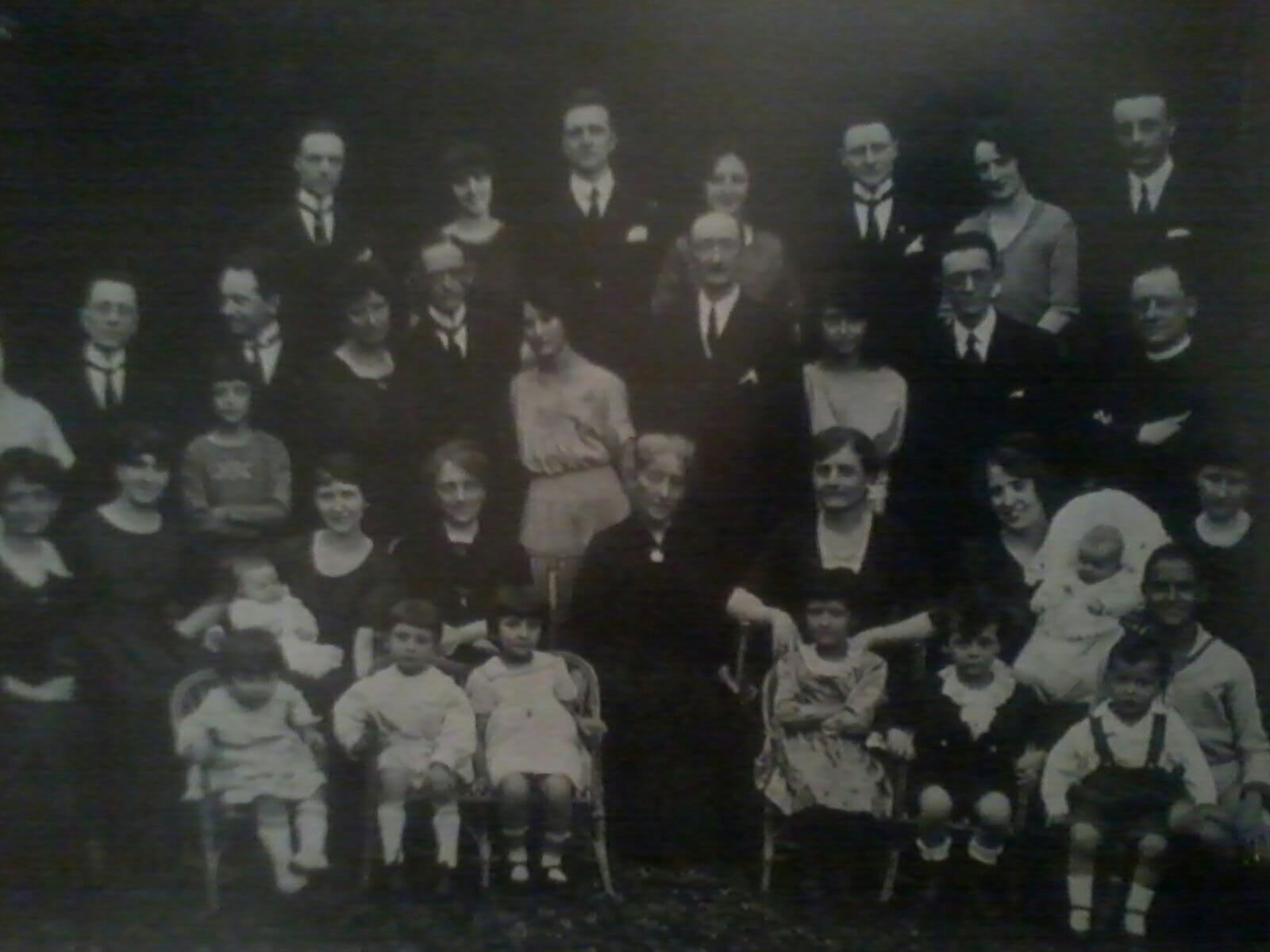
Le nobili famiglie Sessa e Calchi Novati nel 1922.
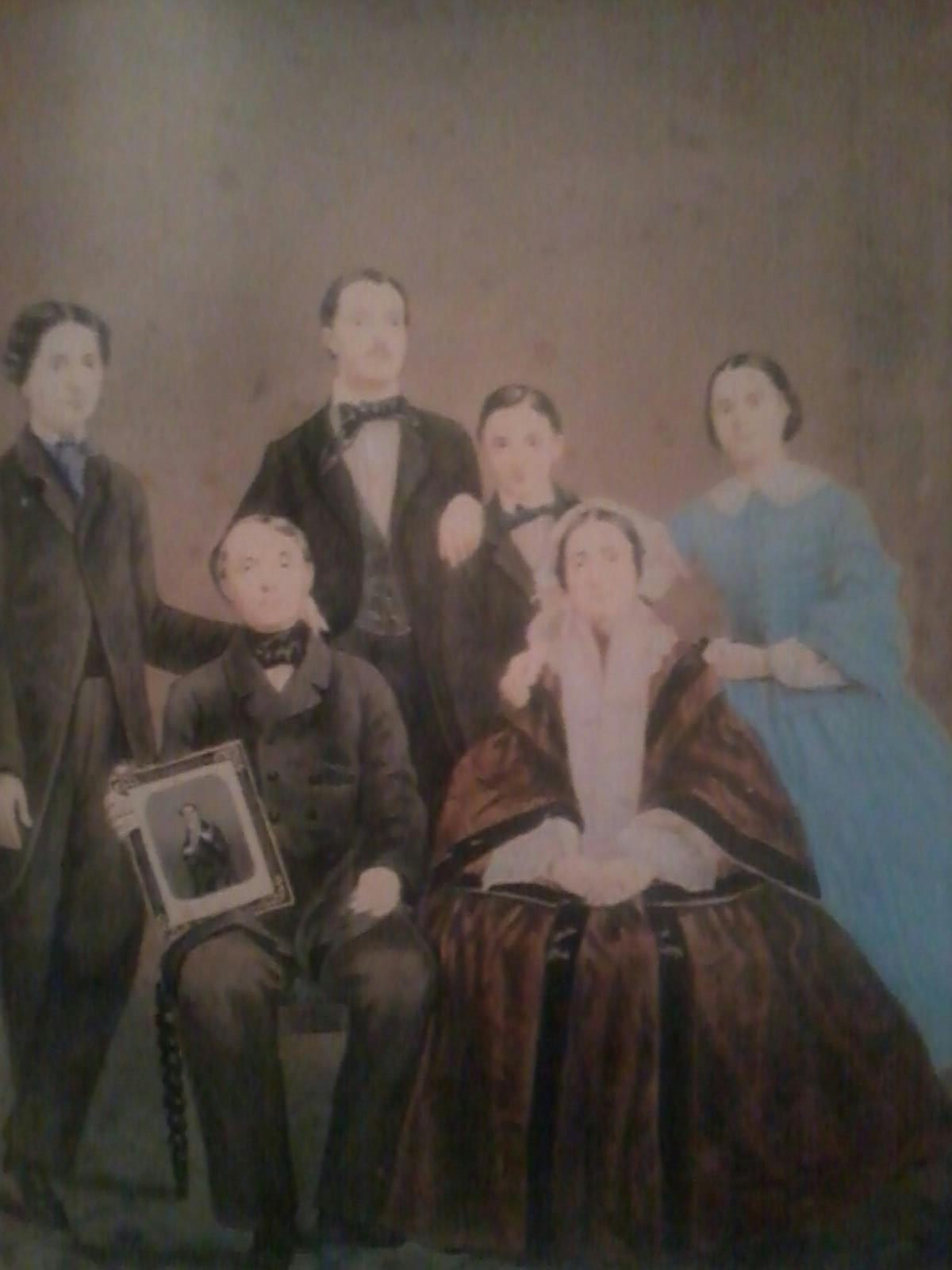
Giuseppe Sessa con la moglie Angela Riva, e i figli: Carlotta, sposa al Nob. Andrea Ferrario, Ernesto, sposo alla cugina Annetta Riva, Michele, sposo alla cugina Carlotta Riva.

## Membri illustri
- Gerardo Sessa, Prevosto della Basilica di Sant'Ambrogio di Milano tra il 1110 e il 1130.[88]
- Gerardo Sessa, Arcivescovo di Milano nel 1211; la sua appartenenza al casato Sessa è contestata, essendo da alcuni ritenuto membro della famiglia Sessi di Reggio Emilia.
- Arderico Sessa, Vicario di Vercelli a nome di Napoleone della Torre nel 1272; prozio del seguente Enrico e prozio del successivo Pietro.[89]
- Enrico Sessa, Canonico Ordinario del Duomo di Milano, poi Vescovo di Pesaro e Como; nel 1372 fece edificare un palazzo signorile a Sessa; cugino del seguente Pietro.
- Pietro Sessa, Canonico di Cuvio e titolare del beneficio di S. Maria de Caregno a Como; fra il 1328 e 1342 fu Canonico della Chiesa di S. Vittore di Travaglia e fra il 1346 e 1353 ne divenne Prevosto; nel 1371 diviene procuratore del cugino Enrico Sessa, Vescovo di Como; fu lontano prozio del seguente Francesco Bernardino.[24]
- Francesco Bernardino Sessa, poeta e familiaris di San Carlo Borromeo, zio del seguente Giovanni Bernardino.[90]
- Giovanni Bernardino Sessa, Regio Cancelliere del Consiglio Segreto di Milano nel 1608.[91]
- Giacomo Sessa, Giureconsulto Collegiato, fratello di Paolo; nel 1400 fu Sindicator Ducalis a Milano; fratello dei seguenti Paolo e Gaspare.[8]
- Paolo Sessa, Giureconsulto Collegiato, fu dei sei presidenti della Camera di Provvigione a Milano ed edile per la Veneranda Fabbrica del Duomo negli anni 1413-14-18.[8]
- Gaspare Sessa, Tesoriere della Camera Ducale di Milano nel 1404; padre dei seguenti Giacomo e Paolo.[8]
- Giacomo Sessa, Vicario di Provvigione a Milano.[8]
- Paolo Sessa, Capitano Generale della Valtellina nel 1428.[8]
- Gaspare Sessa, capitano di ventura per conto del duca di Milano Francesco Sforza; fu feudatario di Sillavengo; padre del seguente Giuliano.[8]
- Giuliano Sessa, Canonico della Cattedrale di Novara.[38]
- Giovanna Sessa, badessa del monastero di Santa Maria di Torba.[24]
- Claudia Sessa, rinomata compositrice, cantante e monaca delle Canoniche di Santa Maria Annunciata a Milano a fine Cinquecento.
- Giuseppe Sessa Canobio, Tesoriere del Comune di Bologna dal 1550 al 1577, sposò una nipote di Papa Gregorio XIII da cui nacquero i seguenti Francesco, Giovanni Battista e Orazio.[41]
- Francesco Sessa Canobio, Capitano di Lance al servizio del Re di Francia.[41]
- Giovanni Battista Sessa Canobio, Cameriere d'Onore presso i Duchi di Mantova.[41]
- Orazio Sessa Canobio, membro del Consiglio degli Anziani di Bologna, padre del seguente.[41]
- Giacomo Filippo Sessa Canobio, Alfiere Colonnello del Duca Carlo I di Gonzaga-Nevers nella Guerra di successione di Mantova e del Monferrato (1628-1631).[41]
- Francesco Sessa, cortigiano legato alla corte sforzesca, ottenne privilegi e immunità dal duca di Milano Galeazzo Maria Sforza nel 1473;[9] bisnonno del seguente Gabriele.
- Gabriele Sessa, Giureconsulto Collegiato e Abate del Collegio dei Nobili Giureconsulti di Milano nella prima metà del Cinquecento; zio del seguente Francesco.[9]
- Francesco Sessa, Questore Ordinario Togato, Podestà di Pavia, membro del Senato dei Quindici a Milano dal 1589 al 1597; morì dopo il 1602; padre del seguente Cesare.
- Cesare Sessa, Giureconsulto Collegiato e Giudice Monetario nel biennio 1602-1604 in Milano; padre del seguente Ettore.[13]
- Ettore Sessa, Fisico Collegiato, membro del Tribunale supremo della Sanità di Milano nel 1666 e professore di medicina all'Università di Pavia; prozio del seguente Pietro Paolo.[13][69]
- Pietro Paolo Sessa, Fisico Collegiato di Milano nei primi dei Settecento.[13]
- Pietro Maria Sessa, al secolo Bartolomeo Sessa, Monaco dell'Ordine dei Barnabiti, morto nel 1623 in odore di santità; venne dichiarato Venerabile.[47]
- Bartolomeo Sessa, benefattore; dal 1701 sacerdote della Chiesa di S. Maria Assunta di Daverio; prozio dei seguenti Alessandro e Bartolomeo.
- Alessandro Sessa, Canonico Ordinario e Penitenziere Maggiore Oblato del Duomo di Milano; fratello del seguente.[70]
- Bartolomeo Sessa, poi don Cosimo, Abate dei Monaci Olivetani in S. Pietro in Cremona e Procuratore Generale dell'Ordine, vissuto a metà Settecento; alla morte nel 1802 di suo fratello Giacomo, sacerdote, i beni della sua famiglia passarono ai cugini Medici marchesi di Marignano.[70]
- Luigia Sessa (? - Milano 1841), Dama del Nobile Collegio della Guastalla di Milano, prozia del seguente Gabardo.[92]
- Gabardo Sessa, avvocato; insieme ai fratelli sacerdoti Ettore e Filippo istituì nel 1827 i fondi necessari alla fondazione della prima scuola pubblica a Daverio; padre del seguente Luigi.[65]
- Ettore Sessa (1832 - 1907), giureconsulto; nel 1902 ottenne assieme ai fratelli Luigi e Camillo Sessa, discendenti in linea retta da Francesco Sessa, il riconoscimento dell'antica nobiltà del casato.[9]
- Gabriele Sessa (160... - 1683), Prevosto della Pieve di Dairago, abiatico di Francesco Sessa di Daverio, zio materno del seguente Camillo.[57]
- Camillo Sessa, Canonico Mansionario della Cattedrale di Como.
- Stefano Sessa, Decano dei Canonici Mansionari della Cattedrale di Como nel 1699; zio del seguente Alessandro.[56]
- Alessandro Sessa, Canonico Mansionario della Cattedrale di Como e notaio della Curia Vescovile; zio del seguente Carlo.[61]
- Carlo Sessa, Luogotenente del Contado Comasco e Regio Delegato per la Città di Como dal 1729 al 1760; avo paterno dei seguenti Giuseppe, Giacomo e Carlo Sessa.[58]
- Giuseppe Sessa, Ingegnere Collegiato di Milano nel 1795.[58]
- Giacomo Sessa (1777 - 1862), Colonnello, Cavaliere dell'Ordine dei Ss. Maurizio e Lazzaro e Cavaliere della Legion d'Onore.
- Carlo Sessa, Prevosto e Vicario Foraneo di Rivolta d'Adda; nel 1838 fondò il primo asilo infantile di quella città; prozio del seguente Luigi Sessa.[93]
- Luigi Sessa (1867 - 1931), agronomo, podestà di Arzago d'Adda e Cavaliere dell'Ordine della Corona d'Italia.
- Giulio Cesare Sessa, Causidico Collegiato di Como e Cancelliere delle Strade del contado comasco nel 1772.
- Gaetano Sessa, assieme ai fratelli ottiene nel 1763 l'investitura per la gestione dei beni vescovili della Diocesi di Como; antenato dei seguenti Carlo e Luigi.[61]
- Carlo Sessa (Como 1817 - Milano 1881) fu industriale e imprenditore milanese. Negli anni quaranta dell'Ottocento, con il cugino Luigi (vedi sotto) possedeva la maggiore filanda della città e innovò sensibilmente il settore della tessitura della seta[94]. Fondò la Fabbrica d'amido e cipria  e la Fabbrica degli alcools , che con l'entrata di G. A. Fumagalli nel 1850 divenne la Sessa Fumagalli & C.[95]: la prima distilleria industriale italiana. Fu membro del Comitato Centrale della Associazione industriale italiana dalla sua fondazione (1867)[96]. Nel 1872 collaborò alla nascita della Società per la Filatura dei Cascami di Seta [97], dal 1873 fu amministratore della Banca Industriale e Commerciale  di Milano. Nel 1874 acquistò terreni a Cremella (Lc), dove realizzò tre ville per i suoi tre figli maschi,[98] così che la sua discendenza divenne nota come i Sessa di Cremella; avo paterno dell'industriale Luigi Sessa (1887 - 1959).
- Luigi Sessa, cugino di Carlo, industriale milanese. Il 28 giugno 1859, con il podestà di Milano conte Luigi Belgioioso, il presidente del Consiglio comunale Eugenio Venini, il conte Giulini Della Porta e il marchese Lorenzo Litta Modigliani, presentò a Vittorio Emanuele II la dedica della costruenda Galleria in Piazza del Duomo[99].
- Luigi Sessa (1887 - 1959), industriale milanese e Cavaliere del Lavoro.

## Araldica
- Versione 1, la più antica: Di rosso, al castello d'argento, torricellato di due pezzi, aperto e finestrato del campo, con un cigno bianco posto tra le due torri.
- Versione 2, in uso presso i Sessa di Sessa: Di rosso al cigno d'argento armato d'oro, sostenente col becco un castello d'oro.
- Versione 3, in uso presso i Cannobio (Sessa di Ticinallo) di Bologna: Di rosso, al castello d'argento, torricellato di due pezzi, aperto e finestrato del campo, con un cigno bianco posto tra le due torri e avente nel becco un nastro con la legenda SOLA FIDES SUFFICIT, con il capo d'oro, carico di un'aquila, di nero, appoggiata alle due torri.
- Versione 4, in uso presso i Sessa di Arzago: D'argento, al castello aperto torricellato di due pezzi merlati alla ghibellina di rosso, sostenente sul mastio una bernacla di bianco, con il capo d'oro, carico di un'aquila, di nero, appoggiata alle due torri.
- Versione 5, in uso presso i Sessa di Daverio: D'argento, al castello aperto torricellato di due pezzi merlati alla ghibellina di rosso, sostenente sul mastio una bernacla di nero e sormontato da un'aquila dello stesso, appoggiata alle due torri.

Motto: SOLA FIDES SUFFICIT.